# BORUTO-火影新世代-NARUTO NEXT GENERATIONS-角色列表
下表列出《BORUTO-火影新世代-NARUTO NEXT GENERATIONS-》中漫畫及動畫的登場角色，主要以動畫擴充的劇情和人物信息為準。
關於前作登場角色的資訊請參考火影忍者角色列表與木葉村角色列表。

## 木葉忍者村（火之國）

### 第七班（木葉丸班）
由漩渦慕留人、宇智波紗羅妲、巳月、以及指導上忍猿飛木葉丸所組成的四人小隊，原是作為第三班，但經過憧憬鳴人的紗羅妲之訴求，因此改名成與曾經的卡卡西班一樣的第七班。後來在對戰「殼」組織的強敵時，川木正式加入隊伍而組成「新生第七班」，而木葉丸不在時則由紗羅妲擔任小隊長，而當紗羅妲考上中忍後則成為正式隊長。
- 漩渦慕留人（聲：三瓶由布子；台灣配音：吳佳樺）

第七代火影·漩渦鳴人和日向雛田的兒子，從忍者學校畢業後與紗羅妲、巳月、和擔任指導上忍的木葉丸共同組成小隊。容貌像父親，兩邊臉頬上各有兩條和父親一樣的貓鬚紋路。忍者服裝為外面是純黑，裡面是洋紅色的外套，另外戴著螺絲形狀的吊飾。右眼有著名為「淨眼」的獨特瞳術，可以看到特殊查克拉流動，但本人對這種特殊瞳術不熟悉、且始終無法自如使用。雖身為火影之子，自童年起就對父親鳴人就任火影後造成的公務繁忙、極少回家而反感，由於繼承父親愛惡作劇的特質，會盡全力吸引父親的注意（例如在火影顔岩上塗鴉）。即便如此，他仍然是會替朋友與家人著想的個性，具有強烈的夥伴意識、號召力與說服力，在忍者學校時就將一個原本水火不容的忍術班凝結成為一個集體。
擁有當忍者的強大天賦，和鳴人一樣擅長影分身，學生時代的極限是四個分身。卻討厭所謂的努力，因此絲毫不想過修行，同時缺少團隊合作的精神與上進心。一直到中忍考試時才得知自己實力不濟，但為了得到父親讚許不惜靠科學忍具來作弊取勝，被父親識破後一度失去當忍者的資格。但緊接著村子受到大筒木一族侵襲，面對強敵卻無計可施之下，才意識到自己完全不成熟，親眼目睹父親捨己為人而徹底改變對父親的看法，並最後在師父佐助的指導下，奮力擊敗強大的大筒木桃式而重拾忍者身份，從此一改過去的想法，尊敬身為火影的父親，同時下定決心想要成為像佐助一樣“支撐著火影”的強大忍者，同時也全力支持以火影為夢想的紗羅妲。
經過與大筒木桃式的一戰後，右掌出現神秘「楔」印記，這種未知現象時常為他帶來思索，同時會展現過於常人的強大力量。經過長時間的任務與戰鬥，手上的印記會時不時擴散全身，還會跟來自「殼」組織的神秘少年川木產生“共鳴”；在一次激烈戰鬥中覺醒力量，使存在於楔印記中的桃式靈魂兩度佔據他的身體活動。即使開始服用前「殼」組織科學家雨戶提供的藥物作為抑制手段，但仍然是“治標不治本”，由於在對抗「殼」殘黨科德的戰鬥中險些失控，為了保護村子和家人決定借川木之手而自我犧牲。然而即將喪命之際，卻被體內的桃式靠楔剩餘的“數據”填補傷口而強行救活，不但使他奇跡復生，身體就此成為完整的大筒木人。
由於能隨時地被體內的桃式操縱住身心，因此被川木視為必須排除的威脅之一，為了保護擋在他們之間的紗羅妲，在川木的利刃攻擊之下被切傷右眼。之後還因艾達不經意使用的改寫認知之「全能」力量之下與川木互換身份與立場，被迫成為木葉村乃至全忍界的「公敵」，甚至被川木誣陷成“殺死第七代火影·鳴人的兇手”而受巳月等同期夥伴追殺。走投無路之下仍不肯屈服於桃式，所幸受到由紗羅妲說服的佐助協助之下逃離村子，這一夜讓他真切體會到川木與父親鳴人曾經經歷的孤獨，決定專心變強並與川木一決勝負。逃亡的一年期間從佐助身上學會所有技巧，但在面對科德的襲擊時，目睹佐助與一隻爪垢接觸後「神樹化」。此後一直在想辦法救出他，遭受通緝而走投無路之際受果心居士援助，由他告知未來可能發生的景象、答應受他的監督下努力修煉。至此開始不依賴「楔」的力量，增強實力以外還繼承佐助的劍術、祖父波風湊善用的飛雷神之術，乃至開發出更上一級的螺旋丸——以行星旋轉原理運作的「渦彥」。
- 宇智波紗羅妲（聲：菊池心；台灣配音：曾允凡）

宇智波佐助和春野櫻的女兒，第七班的小隊長，且是唯一的女性。戴著紅框的眼鏡，被鳴人形容為「氣質像母親小櫻，容貌尤其是眼睛的部分很像父親佐助」。繼承父親的寫輪眼、母親的優秀頭腦包括查克拉怪力，但在精確查克拉控制方面稍有欠缺。
她是在父母外出旅行時，緊急在大蛇丸南方據點由香燐幫忙接生，由她贈送紅框眼鏡。但她記不得這段經歷，加上父親始終不回家，她因此一度懷疑自己並不是父母所生，以至於引發家庭矛盾以及自己的寫輪眼開眼，直到後來才澄清誤會。這段旅程中近距離見識到身為第七代火影的漩渦鳴人之強大實力，讓她憧憬並嚮往著鳴人，從此立下當上火影的目標。
她遺傳父親的冷酷與慎重的個性以及母親認真又堅強的個性，在忍者學校期間身為女生的領袖，表面上和慕留人的關係並不怎麼好。但私底下特别留意慕留人，她們在「父親很少回家」這一點上有共同語言，並且都希望以彼此的父亲為榜樣去奮鬥，成為像他們一样的优秀忍者。兩人加入第七班後改變以往的水火不容，很快變成默契十足、互相信任的夥伴。成為下忍後無時不刻地修煉，開始慢慢掌握各種寫輪眼瞳術、近戰及忍術技巧，在一次戰鬥中捨身保護慕留人而開啟雙勾玉寫輪眼。之後由父親傳授絕招千鳥，在對抗「殼」的戰鬥中首次用於實戰，靠長期任務累積的戰鬥經驗與覺悟而在後來的中忍考試中勝出當上中忍，獲得帶領第七班的資格。
曾發誓會盡自己所能幫助慕留人，然而在他與川木反目成仇時試圖勸架，卻導致慕留人捨身保護她過程中被劃傷右眼。之後經過艾達不經意之下發動全能、使慕留人淪為全民公敵後，由於自己是少數不受艾達能力影響的人，在保持神志的情況下懇求父親佐助去救慕留人；痛苦的抉擇加上想保護慕留人的心意，使她開啟太陽紋狀的萬花筒寫輪眼。後來的三年期間不知道自己開眼，因此無法自如使用萬花筒瞳力，並始終想辦法幫慕留人洗刷冤屈，但在忍界受「全能」異變的情形下完全是孤掌難鳴。直到三年後科德入侵村子，與慕留人時隔三年首次重逢，由他告知父親佐助被困於神樹中、甚至成為其中一個神樹人「左」。
- 巳月（聲：木島隆一；台灣配音：楊佩蓉→丘梅君）

第七班的一員，在慕留人的同期之中是一名擁有眾多謎團的少年，經常和慕留人一同行動。原名「巳坯」（代表蛇之容器），真實身份是由大蛇丸以複製技術完善的人造人之一，外表為白髮以及如大蛇丸一樣的琥珀色眼睛，在知識理論方面是天才。
口氣雖然像個大人，但欠缺一般常識的發言，因此起初會讓周遭的人們感到驚訝，有讓人覺得不可思議與不通人情的個性。一開始以音忍村轉校生的身份轉入忍者學校時不太關注他人，甚至沒感覺自己過於招搖，在必要情況下覺得殺人是可行的想法，直到和慕留人的接觸而大有變化。與如同親人關係的大蛇丸經常保持聯繫，並且將慕留人視為自己的「太陽」，經過長期對慕留人的觀察已對此確信無疑。
畢業後成為下忍跟慕留人和紗羅妲組成第七班，具有能召喚蛇的通靈之術、以及會用風遁與雷遁等忍術。同時能使用白蛇仙人模式，然而基於仙人化會對身體造成的巨大負擔而被大蛇丸限制使用。一度對自己身為人造人的身份仍然到疑惑的一面，被岩忍村誕生的人造人五人眾邀請加入其勢力，以分享關於完美人造人技術的信息。“叛離”村子的他受到慕留人與紗羅妲追隨，但後來證實他僅是想獨自調查敵人情報，還以此尋求自己的真正意志是什麼，在關鍵時刻重回夥伴身邊撥亂反正，在事件結束後向慕留人與紗羅妲致歉，即使身為大蛇丸之子的身份被發現，但澄清誤會後得到諒解，在精神上也得到成長。
與新入隊的川木保持著一定距離，試圖像慕留人接納自己一樣接受川木，直到慕留人被川木追殺且失去一隻眼，怒氣衝天之下打算殺死川木來為慕留人討回公道。然而隨著川木透過艾達發動「全能」，加上自身對於艾達的能力毫無反抗之力，使他伴隨忍界一併受到影響，轉而將川木視作自己的「太陽」，還將原本要保護的慕留人視為“要殺死的人”。在接下來的三年來從未對身邊的川木起過一點疑心，執著地認為自己必須與川木寸步不離，然而這種保護方式卻受到川木的百般嫌棄，便首次對川木的“太陽”身份產生一絲質疑。科德襲擊過後由川木探知而獲知慕留人重新出現在村內，偷偷用蛇毒制伏川木、不顧一切地獨自前去追殺慕留人。然而即使自己仙人化仍敵不過慕留人，同時被慕留人看出心中失去“太陽”的苦惱，因此被其告知所有真相。儘管感到半信半疑，但後來選擇暗中幫助被俘的慕留人逃脫。
- 川木（聲：內田雄馬；台灣配音：陳幼文）

第七班的後補，謎一般的少年，跟「殼」組織有著巨大聯繫，左眼下方印有羅馬數字「Ⅸ」，跟慕留人一樣身為「楔」印記擁有者。從小就是一無所有的「空殼」，在家中備受酒鬼生父虐待，之後還被殼的首領慈弦花高價買走，作為他眾多容器實驗品的其中之一，最後成為唯一跟楔的力量完美結合的人。從此成為慈弦至關重要的「容器」，由他訓練武藝以及楔的使用，而稍有不慎就會受懲處，永無止境的地獄生活造成他偏為嚴重的反社會人格。
乘坐「殼」組織的飛艇轉移過程中墜毀在火之國境內，期間試圖逃脫組織魔掌而首次跟慕留人一行人交涉。因楔印記跟慕留人產生“共鳴”，使他擊潰組織的追兵後被帶回木葉村，因鳴人同情他的遭遇而被他帶回家跟慕留人、雛田和向日葵一起生活。
起初桀驁不馴的個性而屢次跟慕留人發生激烈衝突，隨著跟鳴人一家的相處逐漸變得平易近人，一直到組織的內陣德爾塔闖入木葉村找尋他，在情急之下縱身犧牲自己的右臂救下即將被殺的鳴人和向日葵。英勇舉動使鳴人一家對他心存感激，開始被慕留人視為「兄弟」一般看待。拜鳴人為師後開始學習忍術等等技巧，此過程讓他更加熟練如何運用楔的力量。但慈弦靠楔印記的時空間忍術突襲鳴人的家，造成鳴人跟慈弦正面交鋒後失聯，使他的存在引起鹿丸質疑。為了證明自己，他帶領第七班穿越至次元的異空間，聯手打敗組織內陣勃羅而救出鳴人。後來隨著組織內部發生叛動，造成大筒木一式以慈弦的身體重生，使他暫且脫離楔的附體。經過幾番波折，當一式準備給他重新灌上印記時，運用學會的影分身而矇騙一式、拖延足夠時間等到一式生命耗盡。這次壯舉使鳴人認可他擁有忍者的實力，靠雨戶的技術再生回右臂後通過特殊考試而成為木葉下忍，陪同第七班執行不少重要任務。
後來深感自己失去楔的力量而無法保護鳴人，焦躁之下伺機逃出村子而冒險去跟科德談判，但交涉決裂且最終引起慕留人和鳴人的注意。捨身保護鳴人過程中再度覺醒雨戶悄悄植回他身體裡作為“純粹力量”的楔印記，使他迅速掌握且能夠使用一式生前的所有忍術，但內心同時變得比以往更為暴戾，不但將任何會對鳴人造成傷害的人一律視為需排除的“潛在威脅”，甚至逐漸認為自己有必要靠自身的「力量」剷除忍者無力對付的強敵。這股執念使他正式背離身邊的同伴，首先將鳴人和雛田雙雙送入時間靜止的「大黑天」異空間直至使命完成為止，並在眾人面前準備再次取慕留人的性命，襲向前來勸架的紗羅妲時造成慕留人的右眼劃傷。
苦惱慕留人身邊被所有人保護，心中打算取代慕留人的“慾望”碰巧影響到來到他身邊的艾達，不經意地讓她使用改寫認知之「全能」能力而實現心願。在這座“新世界”中，他與慕留人互換身份與立場，自己得以成為鳴人的親生兒子，同時為了確保能無後顧之憂地殺死慕留人，同時進一步將慕留人誣陷為“殺害鳴人的兇手”。至此取代慕留人的火影之子身份，並在接下來的三年裡受到全村呵護、關懷與尊敬，即使身體上以及性格方面有著與慕留人的種種不同之處，但在「全能」的影響下幾乎沒讓任何人持續生疑；唯獨除了保留原始回憶的紗羅妲與堇，包括曾多次改造過他身體的雨戶。
- 猿飛木葉丸（聲：高橋英則、大谷育江（少年期）；台灣配音：傅品晟）

第七班的指導上忍老師，已故第三代火影·猿飛蒜山的孫子，被慕留人叫作「大哥」，對慕留人愛護有加。兒時尊敬慕留人之父漩渦鳴人並尊他為師，他也自稱是其得意門生兼競爭對手。
擅長火遁和風遁，還在少年時代就跟鳴人學會影分身與螺旋丸，並繼承祖父的猿飛族秘傳通靈之術「猿猴猿羅」以及師傅漩渦鳴人的妙木山秘傳通靈之術「蛤蟆吾郎」，此外還會叔父猿飛阿斯瑪擅長利用查克拉刀施展的體術。
在「殼」事件過後確保慕留人、紗羅妲和巳月能獨當一面之下，將隊長一職正式讓給當上中忍的紗羅妲。而在鳴人消失的三年內，他為接任火影之位的鹿丸擔任輔佐。

### 第十班（萌黃班）
由奈良鹿代、山中井陣、秋道蝶蝶、以及指導上忍風祭萌黃所組成的四人小隊。是前阿斯瑪班（第十班）的成員鹿丸、井野、丁次的孩子，通稱「新·豬鹿蝶」。
- 奈良鹿代（聲：小野賢章；台灣配音：曾允凡）

奈良鹿丸與手鞠的兒子，我愛羅與勘九郎的外甥。眼睛與母親相似而容貌與父親相似。個性與少年時代的鹿丸同様有怕麻煩的個性，因此總是受母親訓話。與慕留人是從小一起長大的好朋友，認為他有時候很麻煩卻同時會擔心他。
繼承奈良一族秘傳忍術「影縛之術」，以及學會母親的風遁忍術。遺傳自雙親的優秀頭腦與靈活的戰術運用，經常被猿飛未來當作幻術的實驗對象，因此對幻術有很強的抵抗力。
忍者學校畢業後成為第十班的下忍執行任務，起初認為執行任務只是例行公事，直到與「白夜團」成員龍葵接觸後開始有了作為忍者的自覺，和父親一樣能根據情況做出靈活的判斷。中忍考試時在淘汰賽中輸給慕留人，直到後來才發現他是作弊取勝，原本對慕留人的行為相當生氣，但經過大筒木一族襲擊乃至考試終止過後，對拯救五影且立大功的慕留人感到佩服，同時經過反思而諒解他的行為而彼此釋盡前嫌。之後被木葉高層以考試結果、以及在岩忍者村發生的政變中多次迅速對應做出判斷，被認為具備擔任部隊長的資質，因此跟自己父親當年一樣，成為同期生中首位晉升中忍的人。
- 山中豬陣（聲：阿部敦；台灣配音：丘梅君）

祭與山中井野的兒子，髪色與眼睛的顏色與母親相似，後面的頭髮有綁著。除了遺傳母親毒舌的個性以外，服裝風格與皮膚顏色野與父親相似。
擅長父親的忍術「忍法·超獸偽畫」，但所使用的繪畫工具與父親不同，認為父親的繪畫風格過於老派。同時學會山中一族秘傳忍術「心轉身之術」，但還在修煉階段，因此成功率不高。因為家長們是同期的緣故，與慕留人以及鹿代在就讀忍者學校之前就是朋友。修煉過程中認為畫超獸偽畫太耗時間而使用影印，後來發現“走捷徑”無法使用超獸偽畫，在父母以及向日葵的教導下，意識到繪畫是需要傾注情感的一件事。
- 秋道蝶蝶（聲：白石涼子；台灣配音：林凱羚）

秋道丁次與的女兒，為第十班的女性下忍，體型以及髪色與父親相似，其他部分與母親相似。繼承自父親的豐滿系大食客，性格類似母親的我行我素。
與忍者學校的教師御手洗紅豆是一起吃甜食的好友，還與紗羅妲是一起長大的摯友。曾經和紗羅妲共同外出“尋找真正父親”，期間受到鳴人保護而同樣憧憬他，後來才發現她尋找的“真正父親”實為用蝶化之術瘦下來的父親丁次。和父親一樣，有著喜歡吃特殊風味的洋芋片的興趣。同樣擅長使用秋道一族的秘傳忍術「倍化之術」與「肉彈戰車」。在中忍考試後學會家族秘術·蝶化之術，自行命名為「超級蝶蝶·蝶模式」能讓體型瘦下來，但是有著忍術還不完美而使力量低落的缺點。
- 風萌黃（聲：下屋則子；台灣配音：郭馨雅）

第三班的指導上忍，如今還跟從小一起長大的木葉丸和烏冬仍有互動，和少女時期一樣，還是用「小木葉丸」來稱呼他。
擁有上忍的常規實力，除了水遁與土遁之外還會使用簡單的木遁忍術 。在豬鹿蝶成為下忍後擔任第十班的指導上忍，多次對於自由奔放的學生們感到棘手，還容易被別人牽著走。
在鳴人消失三年過後，在科德帶領爪垢襲擊村子，營救市民時不慎與一隻爪垢接觸而遭到吞噬。本尊困在神樹中的同時，查克拉被覺醒的十尾盜取、複製為其中一個「神樹人」——「祭」。後來隨著祭被殺死，被木葉丸透過棘魂解救出來。

### 第五班（烏冬班）
由結乃岩兵衛、雷門電氣、李梅塔、以及指導上忍伊勢烏冬所組成的四人小隊，而與其他班不同，是全體由男性組成的小隊。
- 結乃岩兵衛（聲：浜添伸也；台灣配音：何志威）

忍者學校的留級生，比慕留人一行人大一屆，穿著特攻服以及戴著紅色針織帽的少年，有著愛打架的脾氣以及為人正直的個性。
戰鬥技術很高，擅長土遁忍術、隱身術和變身術，隨身帶著一把攻擊用的鐵棒，能跟土遁結合成為錘子等武器。但因為文科成績不佳而留級兩年，原是認為忍者不需要那些知識理論，不滿意學校的作法而留級以示抗議。留級的兩年來都是一副目中無人的態度，初次見面時瞧不起身為火影之子的慕留人，經過一場模擬戰後對慕留人改觀，開始重新認真學習課業。
與電氣擅長的領域相反，因此靠合作加強彼此的弱點而通過忍者學校的定期考試，乃至成功畢業成為下忍加入第五班。一直以來非常感激慕留人將他導回正道，同時在當代五影當中最尊敬第七代火影鳴人。
- 雷門電氣（聲：一木千洋；台灣配音：林凱羚）

木葉榜首企業「雷門公司」的二世祖，一名戴眼鏡的內向少年。父親在第四次忍界大戰立下功績後白手起家成立公司，因此被父親嚴格要求，被他命令必須學習忍術才能繼承公司，因此報考忍者學校的忍術科。
起初個性懦弱、缺乏主見而不想成為忍者，被不良少年欺負時被慕留人相救，內心苦惱的他一度被鵺操控住心智而引發雷車相撞事件，最後是再度被慕留人說服而恢復理智。這次事件讓他找到自我，將慕留人視為榜樣，從此決定像他一樣堅強，以自己的意志選擇成為忍者的道路。剛入學時對忍者的知識了解不多，為了彌補這點而攜帶一台筆記型電腦來查詢。
擅長機械工程方面的技術，也有能力操控安全系統。一開始不高的身體能力逐漸改善，忍者學校畢業後成為第五班的下忍執行任務，工作以外的時間也會到父親的公司來幫忙。任務的一路下來磨練出實力以及永不放棄的毅力，在後來重辦的中忍考試中將科學忍具以及自身實力完美結為一體，還靠自身修煉的雷遁忍術擊敗對手鐵椿，獲得眾人歡呼與認可的同時，當之無愧成為中忍。
- 李梅塔（聲：西谷亮；台灣配音：高芸鑠）

李洛克的兒子，無論是長相與服装都和父親與其師父阿凱相似，都是濃眉大眼以及西瓜皮髮型。
從父親身上遺傳到修煉體術的天賦，每天上學前都會去攀岩來當作修行。但個性卻跟父親完全相反，有著被他人注視就會緊張過度導致接連失敗的壞習慣，因此很多次都是好心辦壞事。在忍者學校期間，因為在當課外義工修理火影顏岩闖禍，而被鹿代一句無心之言打擊信心而遭受鵺操控，隔天早上在學校路上攻擊鹿代，最後在慕留人、井陣以及鹿代的聯手作戰下恢復理智。
忍者學校畢業後成為第五班（烏冬班）的下忍執行任務，但愛緊張的毛病仍然未克服，但有時候會出現意想不到的結果。在與父親的師父阿凱的對練中，過度緊張之下反而學會動作無法被預測的體術，也靠著自己打開「八門遁甲」的第一道門。
- 伊勢烏冬（聲：野瀨育二、重松朋（少年期）；台灣配音：馬國堯）

第五班的指導上忍，和木葉丸和萌黃一樣是一起長大的鐵三角。如今已不像少年時代一樣一直留著鼻水，但操控鼻水進行形態變化的忍術「鼻水木」是他的得意招式。
身為木葉的上忍，在忍者學校時代的成績並不好，用自己的經歷給予害怕表現落後同期的岩兵衛許多建議。

### 第十五班（花火班）
由筧菫、伊豆野山葵、雀乃淚、以及指導上忍日向花火所組成的四人小隊，相對全體是男性的烏冬班，這是唯一全體由女性組成的小隊。當菫加入科學忍具班而離隊後，鐵椿則入隊來填補空缺。
- 筧菫（聲：遠藤綾；台灣配音：蔣篤慧→高芸鑠）

忍者學校中慕留人一行人所屬班級的班長，綁著紫色的雙馬尾髮辮，穿著水手服的少女，畢業後仍然會被同伴用「班長」來稱呼。心地善良，喜歡動手做事，但面對同伴吵架會不知所措。
原名「信樂菫」，僅採用已故母親的舊姓「筧」作為隱藏身份，是在村子頻繁發生的「幽靈事件」的主導者。其父是前木葉暗部「根」組織的主科學家信樂狸，父母隨著組織解散而備受村民攻訐，使她被悲憤的父親強行植入秘術·牛頭天王，能以通靈形式召喚通靈獸「鵺」來吸收村民的查克拉。起初只想遵從父親向村子復仇的遺願，但在忍者學校中的快樂生活讓她產生猶豫、同時屢次傷害同期夥伴也保持著罪惡感。身份被查實之下只能提早在村子裡召喚出鵺準備實施攻擊，但在鵺的異空間戰鬥中被慕留人識破內心的“苦惱”，加上被鵺當作母親，使他被慕留人感化而一同逃出異空間回到現實。本性善良的她得到木葉寬恕，恢復自由後重返校園，從此對慕留人懷有感激以及仰慕之情。
跟著夥伴一同畢業成為下忍，與山葵和淚組成第十五班一起執行任務，除了會水遁忍術以外，並仍然能召喚出自由控制體形大小的鵺；在一次任務中將自己襲擊過村子的實情告知同伴並得到體諒。中忍考試結束後受到重啟的科學忍具班的邀請，而經過鳥類暴走事件後意識到自己的不足，因此決定離隊加入科學忍具班作為鍛煉。
後來與護送最新科學忍具的第七班再次重逢，在「殼」事件中與方助返回木葉村的研究所，負責照看川木以外、自願擔任叛逃至木葉的前殼組織科學家雨戶的助手，藉此打探雨戶的真實目的。而當艾達姐弟來到木葉村後，自己與紗羅妲成為唯一能跟艾達正常談心的朋友，同時因不明原因而成為少數不受艾達能力影響的人。因此在艾達發動「全能」、改寫現實後依然能維持原來的認知，與紗羅妲成為慕留人僅剩的盟友。
- 鵺（聲：浜添伸也）

一種擁有猿的臉、虎的爪、蛇的尾的通靈獸，改編自現實傳說中的生物「鵺」。尾巴可以吸收查克拉，在吸收一定量的查克拉之後能夠自爆,平時也能夠自如地迷你化。
作為「根」組織所殘留的遺產，能被秘術·牛頭天王召喚出來。與其他通靈獸不同的是，牠生活在一片「異空間」。原本用途是利用術者送往敵國進行召喚，用身體內儲存的龐大查克拉引發巨大爆炸摧毀敵國。如今被堇慢慢供給村民的查克拉養大，成長到一定量後因堇的身份暴露而提早被釋出，遭受上忍們圍攻而逃脫至異空間，將堇以及隨同的慕留人和巳月一併帶過去。經過和慕留人的交戰，牠不忍心吞噬主人堇的查克拉，將她視為母親一般，最後協助他們逃脫異空間回去現實。
倖存的牠藏在異空間以外，仍然維持與菫的通靈契約，在其左掌留下聯繫的術式，讓她隨時可以使用通靈之術召喚牠。如今對堇而言是重要夥伴兼親人，但也十分容易出現暴走狀態，每次都是基於保護主人或是自保。
- 伊豆野山葵（聲：山田奈都美；台灣配音：郭馨雅）

忍者學校中慕留人一行人的同期生，留短髮的少女，穿戴尾巴形狀的配件。是堇和淚在忍者學校時代最好的朋友，有著少年般的氣質，和男生們有所爭執也不會退讓。
是同班所有學生之中速度最快且最敏捷，能使用伊豆野一族的家族秘術，靠卷轴將野獣之力寄宿在自己身上使肉體得到強化的「忍法·貓被」，另外還會使用醫療忍術。
忍者學校畢業後成為第十五班的下忍，陪同堇和淚一起執行任務，在小隊中像是率先行動的隊長一樣的存在。後來參加重新舉辦的中忍考試時陪鐵椿撐到最終決賽，同時被期望她能成為中忍、為家族爭光的父母和一族長老給予厚望，對抗岩兵衛時一度因壓力而發揮不出常態，但最後一刻首次使用家族傳承的以全身覆蓋化貓形態查克拉的秘術「貓神附身·招化貓之術」，展現驚人力量而贏下比賽。
- 雀乃淚（聲：松本沙羅；台灣配音：蔣慶妍）

綁著雙馬尾的茶色頭髪的少女，右眼下方有顆淚痣，是堇和山葵的摯友。
個性懦弱又愛哭，在忍者學校時曾經被雙親要求選擇成為忍者以外的道路，而與山葵一時間關係不合，在紗羅妲的協調下成功說服雙親，忍者學校畢業後成為第十五班（花火班）的下忍執行任務。
哭泣時的哭聲是連成年人都無法承受而昏迷的強大超音波，絕招缺點是會將敵人和夥伴都捲入範圍內。在中忍考試作為代替而練習水遁，學會將超音波集中於一點的忍術，但查克拉的消耗量也因此變大。
- 鐵椿（聲：長妻樹里）

來自「鐵之國」的武士少女兼留學生，身為鐵之國大將三船的關門弟子。外表濃眉大眼，綁著棕色的馬尾，頭上戴著椿造型的髪飾，出身山林中的她首次接触大城市。
前來木葉村是因三船擔心鐵之國會落後於現代社會，因此受推薦到木葉留學讀書，代替離隊的菫加入第十五班。個性嚴肅認真，起初對於自己作為一個武士而極為自豪，認為在和平世界的忍者「沒有信念」而加以輕視，跟山葵和淚相當不合，直到見識到山葵所展現「絕對不會捨棄夥伴」的忍道之後而開始對其改觀，同時喜歡上吃薯條、漢堡一類的快餐食品。
自身戰鬥能力很高，被鳴人評論早已達到中忍水平，絕招是「秘劍·風雪斬」，具有一揮劍就可以將敵人連同周圍大片樹林一起砍飛的實力，但因查克拉消耗巨大，所以每次都謹慎使用。之後參加木葉重辦的中忍考試，打算藉此證明武士實力並為木葉修行畫下句點，然而過於自信導致她對付電氣時一度放鬆警惕，乃至被實力超群的電氣用雷遁忍術擊敗，這次失敗使她重新審視自身的不足，同時決定繼續留在第十五班磨練。
- 日向花火（聲：淺井清己；台灣配音：曾允凡）

第十五班的指導上忍，慕留人與向日葵的阿姨，會要求兩名外甥以「姐姐」來稱呼她。與父親日足一樣對慕留人與向日葵相當溺愛，並給予沒有白眼的慕留人許多建言。
稱呼同為上忍的木葉丸為前輩，跟他一樣對慕留人愛護有加。在祭的介紹下擔任第十五班的指導上忍，以監督進入忍者生活的堇。與姐姐雛田同樣接受過父親日足的嚴厲教育，所以在指導部下修行時總是會保持著嚴厲的一面。

### 第二十五班（祭班）
由竹取蜂起、黑衣葉子、國防煉瓦、以及指導上忍山中祭所組成的四人小隊，前指導上忍負傷退隊，隊伍中出現過多次合作不佳，直到受卡卡西暗中指引而合作化解村子的炸彈危機，事後被卡卡西推薦而受令於祭從事諜報與偵查任務。
- 竹取蜂起（聲：岡井克升）

第六代火影·旗木卡卡西的崇拜者，在忍者學校時代用口罩遮住嘴部來模仿其形象，當上下忍拿到護額後像卡卡西一様遮住左眼。擁有過目不忘的記憶力，最具備領導資質的他成為代理隊長，但起初因只顧自己而造成隊伍爭執四起，直到受裝扮成記者的卡卡西指引而學會配合彼此的優點，使整個隊伍變得合作無間。長期跟隨祭執行暗部任務而磨練出實力，以至於在後來重辦的中忍考試中發揮強項擊敗井陣，成為第二十五班的首名中忍。
- 黑衣葉子（聲：稻瀨葵）

瀏海遮住眼睛的歌德蘿莉風少女，而隨身抱著的的粉紅布偶是她施展忍術的忍具，擁有高超的観察力，並會一些醫療忍術，在指揮布偶時能發會真正的才能。從忍者學校時代以來外貌沒有改變，護額也是戴在她的布偶上。
- 國防煉瓦（聲：時永洋）

穿著茶色襯衫的少年，成為下忍後再穿上另一件襯衫與在鼻子貼著一塊絆創膏。能使用名為「遮斷壁」這種作用範圍廣大的防禦忍術。
- 山中祭（聲：日野聰；台灣配音：郭馨雅）

井陣的父親，前木葉暗部「根」出身，前第七班（卡卡西班）的成員。隸屬於木葉警務部，同時擔任情報部主管，與井野結婚後入贅到山中家、得到她的家族姓氏。協助村子調査「根」組織的遺產有關聯的「幽靈事件」，事件結束後努力地進行事後處理，也成為菫的監護人，隨後擔任慕留人等人參加的中忍試考試的第一場考試的考官。當卡卡西推薦第二十五班適任諜報一類的行動後，他擔任為第二十五班的指導上忍。

### 第四十班（伊比喜班）
由糸井釣、鬼熊圓子、吳越堂眾、以及指導上忍森乃伊比喜所組成的四人小隊，小隊大多執行D級任務，前指導上忍因圓子失控暴走而負傷後，森乃伊比喜擔任她們的指導上忍作為監督。
- 糸井釣（聲：東內麻里子）

身穿黃色上衣，長髮綁成馬尾並戴著蝴蝶結以及露出腰部的少女，成為下忍後將護額佩戴在腰部，執行任務時會伸長自己的長髮作為束縛手段，一般能抓到遠距離的目標。
- 鬼熊圓子（聲：寶木久美）

棕有著色短髮，深綠色眼睛，雙手戴著像是熊掌的手套的少女。成為下忍後不再戴髮箍、換成髮夾，衣服也換成沒有鈕扣的樣式，將護額當作項鍊一樣戴在脖子上。她遺傳鬼熊一族的秘術，而手套之下則是攻擊性強的利爪，有時會陷入野獸一般的狂暴狀態。因周圍同伴都恐懼她的能力，一度受不了孤獨而屢次失控暴走，直到最後被釣和堂眾以接納的形式安撫下來，從此不再恐懼、熟練秘術而開始順利完成每個任務。
- 吳越堂眾（聲：太田一騎→鍛治本大樹）

穿著中山裝以及戴著報童帽，瀏海遮住左眼的少年，釣和圓子的同伴。
- 森乃伊比喜（聲：楠大典）

木葉刑訊部隊長，擅長拷問技術以及嚴刑拷打，在圓子失控暴走時來到第四十班身邊調查，當危機結束後擔任起第四十班的指導上忍。

### 火影·高層·輔佐

#### 現任高層
- 第八代火影·奈良鹿丸（聲：森久保祥太郎；台灣配音：林協忠）

木葉村的第八代火影，鹿代的父親，木葉的天才軍師，連續擔任過第六代火影·卡卡西與第七代火影·鳴人的輔佐，前第十班（阿斯瑪）的一員。如今下巴留鬍子，跟恩師猿飛阿斯瑪一樣是吸煙人士。一邊忙於作為輔佐支撐著鳴人的工作，一邊以父親的身分在家裡教導鹿代關於忍者的事情。多年的所學與經歷使他一向會優先考量到村子安危，會盡可能排除潛在威脅，因此在許多方面會比以往更為擇善固執、不知變通。
在鳴人決定收留與「殼」有聯繫的少年川木一事上經常表示反對，雖然觀察到川木後來的種種表現後逐漸改觀，但還是對他保持著提防心態。直到川木恢復「楔」的力量後變得蠻橫、自我，甚至毫不猶豫地對慕留人出手後，便重新將川木視作敵人。由於無力抵抗艾達的魅惑以及「全能」力量，記憶與認知伴隨著全忍界的人遭到修改，至此將川木視為第七代火影之子、而慕留人則是疑似“殺害鳴人”的敵人。
在鳴人消失的三年內以非正式的形式接任火影一職，將逃離村子的慕留人列為最高通緝，並始終對其保持強硬態度。直到發生科德襲擊村子，消失三年的慕留人首次回村將其趕跑後，加上監聽到雨戶對自身記憶有所懷疑的對話，便逐漸懷疑自己的記憶同樣被篡改。基於三年以來出現的種種疑點，他開始認為慕留人和川木的立場對調，因此暗中成為慕留人的協助者。
- 靜音（聲：根本圭子；台灣配音：郭馨雅）

第五代火影·綱手的第一弟子兼前任秘書，如今擔任火影的助手以及木葉醫療部門的總顧問，跟小櫻和紗羅妲母女保持著友好關係。
- 水戸門焰、轉寢小春（聲：宮田光（門焰）、翠準子（小春））

木葉村的兩名元老兼顧問，過去就曾是第三代火影·猿飛蒜山的兩位同期，儘管已經非常年老，但仍然擔任顧問的職位，無論是墨守成規的思想、不明事理的態度、以及尖酸刻薄的說話方式都是一唱一搭。

#### 歷代火影
- 初代火影·千手柱間（聲：菅生隆之；台灣配音：趙明哲→陳幼文）

木葉村的初代火影，擁有強大木遁血繼限界、以及「忍者之神」稱號的最強忍者。出生於戰國時代，嚮往和平的他曾以一人之力平息忍界長年累月的戰亂，結束戰爭後與兄弟扉間、摯友宇智波斑共同建立木葉忍者村。
- 第二代火影·千手扉間（聲：堀內賢雄；台灣配音：陳宏瑋→何志威）

木葉村的第二代火影，千手柱間的弟弟，和兄長柱間以及宇智波斑同身為木葉忍者村的創始者。生前開發出大量忍術，其中包括鳴人父子擅長的「影分身之術」以及波風湊擅長的「飛雷神之術」，同時包含穢土轉生在內的強大禁術。
- 第三代火影·猿飛蒜山（聲：柴田秀勝；台灣配音：林協忠）

木葉村的第三代火影，木葉丸與未來的祖父，擁有「忍術教授」的稱號，能夠靈活地運用五種查克拉性質。身為「傳說的三忍」自來也、綱手、大蛇丸的老師，同時對鳴人一代忍者具有重大的影響，在大蛇丸襲擊木葉過程中犧牲。
- 第四代火影·波風湊（聲：森川智之；台灣配音：林協忠）

木葉村的第四代火影，木葉史上最年輕的火影，掌握飛雷神之術以及他自創的螺旋丸為拿手絕技，擁有「黃色閃光」的稱號。鳴人的已故父親，慕留人和向日葵的祖父，在鳴人剛出生不久後的「九尾之亂」中犧牲。
- 第五代火影·綱手（聲：勝生真沙子；台灣配音：丘梅君）

木葉村的第五代火影，「傳説的三忍」之一，也是初代火影千手柱間的孫女。身為教導小櫻醫療忍術的師父。如今年齢已超過70歳，單靠額頭上的「百豪之術」永保青春，容貌比起過去完全沒有改變。隨著大戰結束、從火影職務退休後環遊世界，也不再過問村子的管理事務。唯獨在巳月從村子中失蹤時回到村子查看情況，一度對鳴人隱瞞巳月身世感到不滿，大多是因為仍然不相信大蛇丸。
- 第六代火影·旗木卡卡西（聲：井上和彥；台灣配音：陳幼文）

木葉村的第六代火影，前第七班（卡卡西班）的指導上忍，下忍時期是鳴人之父波風湊的學生。在火影任期內為了防止村子裡互相懷疑的氣氛，跟綱手協商後中止對「根」組織殘黨的檢舉。如今已退休，將火影位置讓位給鳴人，陪老友阿凱周遊各地修養。但由於和段藏之間的因緣而獨自調査「幽靈事件」，並查出牛頭天王被封印到菫身上的事實，在鵺被召喚出來大鬧木葉村時與祭聯手制止其暴動。
隨後自願擔任慕留人一屆下忍們畢業考試的主考官，事前變裝成自由記者「介吾」（聲：鈴村健一）摸清考生們的背景和夢想，得以安排讓他們徹底體認到忍者世界的殘酷以及覺悟的嚴格測試。在考試中一步一步誘使考生們進行團隊合作，最後目睹以慕留人為首的眾考生意志堅定、聯手作戰，因此宣佈全員合格。此後會時常在村內提供力所能及的幫助，其中包括協助慕留人開發出新的螺旋丸、以及追查過潛入村內的果心居士。
- 第七代火影·漩渦鳴人（聲：竹內順子；台灣配音：蔣篤慧→曾允凡）

木葉村的第七代火影，慕留人與向日葵的父親，雛田的丈夫，前第七班（卡卡西班）的一員。曾經歷艱辛的成長過程，並在第四次忍界大戰期間立下壯舉，因此在木葉村備受愛戴，尤其被大部分年輕下忍們視為嚮往的目標。右手是科学忍具的义肢，能釋放出土遁性質的忍術。經常推積一堆工作，過著使用大量的影分身處理外面的工作與交涉應酬，本體在火影室處理文書工作。
為了維持影分身而讓精神與肉體承受巨大負擔，有時過於疲勞而會疲憊地躺在辦公室。即使非常重視妻小，但就任火影後因工作繁忙而無法花時間照看家人，此外曾經身為孤兒的他，不懂如何跟處於叛逆期的慕留人拉近距離，或是作為一名父親跟孩子溝通，導致父子關係日漸惡化。以至於在中忍考試時，慕留人為了在他面前證明自己而靠作弊取勝，他因曾經勒令嚴禁在中忍考試時使用科學忍具，因此親自剝奪慕留人的比賽資格及忍者身份。就在他們父子關係即將決裂時，大筒木一族針對考試發動襲擊，使他在抵抗過程中被抓走。之後被醒悟並且決心糾正錯誤的慕留人、伴隨著佐助以及其他四影聯手拯救，被救回村子後除了回歸繁忙工作以外，決定多撥出時間陪伴家人，得以改善兒女的關係。
後來在「殼」組織浮出水面時初識身為組織重要容器的川木，因兒時經歷跟川木同病相憐而冒險將他接進自己家共同生活，細心照料使原本性情孤冷的川木終於有所改變，與他發展為親父子般的情誼。為了保護他而不惜性命與身為組織首領的大筒木一式決戰，在未知的情況下犧牲掉體內的九喇嘛而獲得勝利，此後再無尾獸查克拉可使用，僅保留仙人模式作為底牌。
在對付「殼」殘黨科德的戰鬥中幾乎無能為力，迫使川木為了保護他而重新覺醒楔的力量，卻也目睹川木為了終結桃式危機而毫不猶豫殺死慕留人。雖然慕留人僥倖復活，但還是沒有察覺到川木自從重獲楔後越加暴戾，得知川木不會就此罷手後本想以自己一命加以阻止，卻跟著妻子雛田一起被川木以大筒木瞳術「大黑天」送入“時間不流逝”的異空間中囚禁。而隨著川木靠艾達的「全能」力量與慕留人互換身份、改寫忍界的認知，至此被川木謊稱「已被慕留人殺害」。

### 科學忍具班
- 遠野方助（聲：菊本平；台灣配音：林協忠）

擔任「科學忍具班」主任職務的特別上忍，熱衷科學、戴著眼鏡的知識型體寬男子，平時穿著白色大衣。與慕留人是一起玩遊戲的夥伴，會將身為火影之子的慕留人稱呼為「少爺」，平時會送他新遊戲以及外掛。
對於自己的工作有著熱情，但單純的他容易受人擺佈，發明出不少對忍者非常有用的產品，其中「科學忍具」是他的最大成果。由於向鳴人提出在中忍考試進行測試全新忍具「忍籠手」遭到否決，後來誘使慕留人在考試中秘密實用得以向觀眾展示性能。然而慕留人的作弊行為最終被鳴人抓到，緊接著大筒木一族入侵會場，他以不怕死的心態來到異空間用忍籠手參戰，卻險些將五影逼入絕境。戰鬥過後“恢復清醒”，不記得自己做過什麼，回到村子後受到降職、罰關禁閉等一些相應懲處。
在森乃伊比喜的審問中證實他受到某人以幻術操控，且在這段期間洩漏出科學忍具的情報，當他得知自己的行為後大受打擊深感懊悔。之後科學忍具班在鳴人的監管下重啟，他亦想方設法要為先前的過失贖罪，後來目睹自己的技術被「殼」組織做成強大的殺人武器，意識到自己的技術與才智所帶來的嚴重的後果而感到失意，直到受到原諒他的慕留人重新激励，使他恢復信心要將技術推動在正途上。
經過與殼的戰鬥後，他陪伴助手堇回到木葉村幫忙，並為負傷的川木安裝義肢。
- 倖助（聲：岡井克升）

科學忍具班的一員，方助的助手，戴著墨鏡的男子，將慕留人在中忍考試使用科學忍具的進度向方助報告，同時還擔任他的攝影師。
- 犬塚秋田（聲：冰上恭子）

犬塚一族的女忍者，隸屬研究開發部門，擔任先端技術研究所的主管。頭腦卓越、為人古怪的科學家，喜愛科學忍具的實用性，同時以此點醒慕留人，並且相當崇敬給予她的忍犬茶丸義肢、能讓牠再站起來的方助。
- 茶丸

秋田犬，作為犬塚一族的忍犬之一，曾在執行任務時失去一條腿，如今安裝上方助製作的義肢而行動自如。參與任務時以嗅覺協助慕留人一行人找到受困的木葉丸、後來包括昏倒在別處的川木。

### 其他忍者
- 宇智波佐助（聲：杉山紀彰、東山奈央（幼年期）；台灣配音：林凱羚）

紗羅妲的父親，小櫻的丈夫，鳴人的摯友，身為終結第四次忍界大戰的英雄。相對作為火影守護村子的鳴人，他習慣獨來獨往、環繞世界來守護村子，有「支撐之影」之稱。
即使只有右臂，但還是擁有劍術、寫輪眼及輪迴眼的強大力量。忍界大戰結束後由於擔心大筒木輝夜留有殘黨，在鳴人的許可下靠輪迴眼穿越至輝夜的各個異空間尋找有關線索及探查敵人。但長期單獨進行的調查活動使他長期不回家，被一心想念父親的紗羅妲靠尾隨鳴人的方式重聚，但因不想將危險置於家人身上，導致跟久別的紗羅妲之間出現父女矛盾。緊接著發生宇智波信的襲擊，這段期間捨己為人的英勇舉動讓紗羅妲改觀，同時與小櫻共同澄清紗羅妲的“身世誤會”。從此外出任務時會時不時回一趟村子跟家人短暫重聚，順利培養起深厚的父女關係，同時也逐漸理解妻子小櫻的辛苦。
調查輝夜遺跡過程中短暫遭遇大筒木桃式和金式，取得重要卷軸後回去村子匯報給鳴人，同時答應與父親鳴人鬧矛盾的慕留人收為弟子，縱使慕留人向木葉丸學會父親會用的忍術螺旋丸。在慕留人參加中忍考試過程中觀察到他在使用科學忍具作弊，但選擇不當面指出、想讓慕留人自己意識到後果。卷軸還未分析出來就目睹大筒木一族襲擊考試會場，及時到場參戰，當鳴人被對方抓走後感知到他還存活，帶領醒悟的慕留人以及其他四影前去異空間拯救鳴人。選擇相信慕留人的力量，讓他正確對桃式使出「消失的螺旋丸」而反敗為勝，同時在桃式死後、他靠輪迴眼看到慕留人和桃式的“對話”，希望他能持續觀察並匯報情況，此後繼續調查大筒木一族的蹤跡與情報。隨著與大筒木有關的「殼」浮出水面，讓他出面參與調查以外，最終參與進對付大筒木一式的戰鬥中。輪迴眼在戰鬥期間被一度遭受桃式控制的慕留人毀掉，但仍然相信著慕留人，並將自己的舊護額送給他。
之後在艾達發動「全能」使慕留人和川木互換身份後，使他伴隨全村集體受影響而將慕留人視作敵人。但由於被少數未受影響的紗羅妲以開啟萬花筒寫輪眼的形式進行訴求，加上觀察到慕留人保留自己的舊護額，質疑自己的記憶之下選擇相信女兒而將慕留人解救出村進行保護，並在接下來的一年裡將畢生所學全部教授給慕留人。後來在科德的逆襲中為了保護慕留人，跟一隻「爪垢」的接觸而被吞噬，身體受困在小型神樹中，查克拉也被覺醒的十尾化為一個「神樹人」。
- 宇智波櫻（聲：中村千繪；台灣配音：丘梅君）

紗羅妲的母親，佐助的妻子，前第七班（卡卡西班）的成員。天才醫療忍者，身為第五代火影·綱手最得意的弟子，繼承其怪力以及「百豪之術」，同樣身為終結大戰的英雄。如今在木葉醫院上班，同時擔任木葉醫療部門負責人，開辦醫療忍術教學班，教導具備醫療忍術知識的下忍。
- 奈良手鞠（聲：朴璐美；台灣配音：蔣篤慧→曾允凡）

鹿代的母親，鹿丸的妻子，砂忍者村出身，身為第五代風影·我愛羅的姐姐。會靠一張大折扇使出強大風遁忍術，無論是在家或是外面都是個性強勢的女強人。
- 山中井野（聲：柚木涼香；台灣配音：林凱羚）

井陣的母親，祭的妻子，前阿斯瑪班（第十班）的女性成員。與童年時代最好的朋友小櫻一直保持友好及勁敵的關係。平常經營自家的花店以外，還擔任木葉感知部隊的負責人，以強大的感知能力來防範外敵。
- 秋道丁次（聲：伊藤健太郎；台灣配音：陳幼文）

蝶蝶的父親，前阿斯瑪班（第十班）的一員，如今還跟以往一樣愛吃，蝶蝶的豐滿體型就是遺傳自他，相當溺愛女兒蝶蝶。
- 李洛克（聲：增川洋一；台灣配音：丘梅君）

梅塔的父親，前第三班（阿凱班）的一員，現在一樣謳歌著青春，和老師阿凱一樣勸其他人穿著綠色的修行服修練。對同輩們會使用敬語，對年輕的後輩們說話則是正常的語氣，在中忍考試時擔任第三場考試裁判。
- 天天（聲：田村由香裡；台灣配音：蔣篤慧→吳佳樺）

前第三班（阿凱班）的女性成員，善用忍具的大師，大戰後經營一家武器店，但始終沒有什麼客人來光顧而感到煩惱，擔任過中忍考試第二場考試的裁判。
- 犬塚牙（聲：鳥海浩輔；台灣配音：何志威）

前第八班（紅班）的一員，與鳴人作為同期的忍者仍然有互動，曾經也有當火影的夢想，總是會稱「自己將火影位子讓給鳴人」。與在第四次忍界大戰後認識的玉環為情侶，只是平常會因為一些小事情爭吵。現在隸屬於警務部，作為育種家的同時也會出演狗糧的電視廣告，作為忍者的實力依然健在。
- 赤丸

牙的忍犬，已經是一隻年邁老犬。
- 朱丸

牙的另一忍犬，跟赤丸是同一種類，身體和名字一樣是朱色的。
- 大和（聲：小山力也；台灣配音：林協忠）

會使用強大木遁忍術的上忍，前木葉暗部以及「根」組織的成員，卡卡西的後輩。曾經身為還未學會尾獸化的鳴人的監管人，能靠木遁忍術抑制住失控的鳴人。忍界大戰結束後繼續以忍者的身份活躍，帶領部隊持續監視大蛇丸一行人。
- 猿飛未來（聲：合田繪利）

猿飛阿斯瑪與紅的女兒，木葉丸的堂妹，容貌像母親紅，同時擅長母親直傳的幻術、父親擅長的火遁·風遁系忍術，以及藉由查克拉刀使用的體術。現在是隸屬於火影護衛部隊的中忍，同時在火之國邊境負責看守任務，跟師父鹿丸口中聽過許多父親的英勇事跡，還跟慕留人和鹿代保持著友好關係。
- 風魔幸太郎（聲：勝杏裡）

特別上忍，木葉警務部的隊長，每當村子發生犯罪活動後總是第一時間響應，跟慕留人一行人相當熟悉，有時會委託他們一同執行任務。
- 由里人（聲：河西健吾）

鹿丸的部下，在第四次忍界大戰後才成為忍者，沒有戰爭的經歷，跟在鹿丸身邊處理文書。如今繼續在火影辦公室中工作，一度在岩忍村人造人入侵木葉時，被敵人以幻術操縱而試圖對證人執行滅口，被發現後雖然解開幻術，但立刻被敵人設置的起爆黏土炸傷。經過搶救後平安脫險，但也失去一隻眼。
- 麥野（聲：笠間淳、真堂圭（少年期））

木葉丸的搭檔兼童年好友，表面上看似冰冷嚴肅、其實待人無私、富有同理心，必要時候會捨身取義。
兒時身為火之國難民，無父無母的他曾被迫為敵國暗部執行過針對第三代火影·猿飛蒜山的暗殺，但最後被蒜山寬恕並收留，對他懷有感激與崇敬而跟木葉丸相識。長大後成為特別上忍，幾乎將所有積蓄全部捐給有需要的孤兒。大戰結束後長期負責在外考察，由於熟悉遠方國家的地形和底細，因此參與第七班前去谷之國協尋失蹤人士的任務。
在「殻」組織浮出水面後，與木葉丸一同執行調査來自組織的神秘飛艇墜毀的任務，過程中負傷的他遭遇組織外陣青的襲擊，最後犧牲自己用土遁忍術與青同歸於盡而殉職。

### 已故的忍者
- 自來也（聲：大塚芳忠；台灣配音：陳幼文）

前木葉村「傳說的三忍」的一人，雲遊四方的小說家，《親熱天堂》系列叢書的作者。身為鳴人的命名者兼師父，至今對鳴人影響深遠，已在第四次忍界大戰開戰之前的雨之國調查任務中殉職。
- 日向寧次（聲：遠近孝一）

前第三班（阿凱班）的一員，雛田的堂兄，慕留人與向日葵的堂舅。在第四次忍界大戰中陣亡，為保護鳴人和雛田而自我犧牲，至今都被鳴人一家人緬懷。
- 宇智波富嶽（聲：濱田賢二；台灣配音：陳幼文）

佐助的已故父親，紗羅妲的祖父，宇智波一族的族長，在佐助年幼時死在宇智波滅族事件中，僅在佐助的回憶中現身。
- 宇智波鼬（聲：石川英郎、寺崎裕香（少年期）；台灣配音：何志威）

佐助的已故哥哥，紗羅妲的伯父，宇智波一族的天才忍者。長期在黑暗中默默守護木葉，被迫將宇智波滅族、被灌上叛忍的稱號並滲透進「曉」組織，但仍然以木葉忍者的身份自豪，僅在佐助的回憶中現身。
- 猿飛阿斯瑪（聲：小杉十郎太；台灣配音：林協忠）

前第十班的指導上忍，未來的已故父親。在數年前遭到「曉」的成員飛段殺害，死前將一切託付給鹿丸、井野和丁次，如今在回憶場景與照片登場。
- 志村段藏（聲：糸博）

木葉忍者村的暗部「根」組織的創立者兼主管，擔任過猿飛蒜山的補佐。擁有「忍者之暗」威名，長期背負村子黑暗，使他的想法及行事手段都偏為激進和扭曲。生前想方設法奪得火影之位，曾在16年前當上代理火影，但在五影會談結束不久後就被佐助刺殺，作為他主導過殲滅宇智波一族的報復。根組織隨著他的死而解散，大部分成員包含信樂狸踏上逃亡之路，他所遺留的遺產也持續對村子帶來危害。
- 信樂狸（聲：中博史）

菫的父親，「根」組織的主科學家，是利用柱間細胞進行兵器開發計畫的負責人。隨著組織解散而帶領家人踏上四處奔波的逃亡之路，對於村子針對他們“卸磨殺驢”的舉動相當不滿。當妻子病逝後，悲憤的他同樣病入膏盲，以最後的精力將組織遺留的秘術·牛頭天王植入堇體內，希望女兒能為他們報仇雪恨，完成術式植入的同時也病逝。
- 奈良鹿久（聲：家中宏；台灣配音：陳幼文）

鹿丸的父親，曾位列上忍班長，且是木葉的上一任天才軍師，擅長分析、思考並規劃戰術。在第四次忍界大戰時期曾頂替參戰的第四代雷影擔任忍者聯軍代理總指揮，向各部隊下達作戰方式。然而在十尾復活後，被十尾發射遠程尾獸玉炸毀他所在的本部而戰死，最後一刻將對付十尾的策略透過亥一轉告給鹿丸等所有參戰者，至今都被鹿丸緬懷。
- 山中亥一（聲：中村大樹；台灣配音：林協忠）

井野的父親，曾是木葉解析班班長、井野花店的店主，以及先代「豬鹿蝶三人組」成員之一。在第四次忍界大戰時期擔任情報部隊的隊長，靠心轉身之術將情報與本部命令轉達給各個部隊。然而在十尾復活後，與鹿久共同被十尾發射遠程尾獸玉炸毀本部而戰死，至今同樣被井野緬懷。

### 忍者學校
如今現代化的木葉村，除了學習忍術的「忍術科」之外也有開設「普通科」。從忍術科畢業後有進入普通科的中等部繼續升學、就業、或是成為下忍這三種出路可以選擇。

#### 教職員
- 海野伊魯卡（聲：關俊彥；台灣配音：陳幼文）

鳴人的启蒙恩師，如今是忍者學校的校長，曾經擔心過志乃作為新人教師無法應對慕留人等問題學生，同時自己也因為職務問題而無法回歸一線教學而苦惱。
- 油女志乃（聲：川田紳司；台灣配音：林協忠）

忍者學校的教師，慕留人所屬班級的導師，前第八班（紅班）的一員。雖然有教學熱情，但總是不被學生放在眼裡，像是上課時總是吵吵鬧鬧的而為此煩惱。在質疑自己能否做老師時，被鵺輕易操控住心智，隔天以戶外課程為由叫出慕留人、巳月、鹿代並襲擊他們，在經過三人奮戰後恢復理智，同時營救落水的巳月和慕留人。事後因攻擊學生感到後悔而打算辭去教師的職務，但被對其改觀的慕留人挽留而繼續當教師，同時在「幽靈事件」結束後給了正在煩惱的菫許多建議。平時需要控制體內的大量蟲子，因此絕不喝酒，在慕留人一行人畢業後繼續當老師。
- 御手洗紅豆（聲：本田貴子；台灣配音：郭馨雅）

特別上忍，曾經是大蛇丸的弟子，在第四次忍界大戰結束後退出一線，回到忍者學校當老師。幾年來由於嗜吃甜食而體型豐滿不少，跟同樣愛吃的蝶蝶保持友好關係，還曾經擔任慕留人一行人畢業考試時的考官。
- 華華花（聲：中原麻衣）

忍者學校的新手教師，擔任向日葵和川木所屬班級的導師，善用一些含花瓣的補助風遁忍術。曾在教師應聘考核中取得高分，但個性較為內向害羞，且剛上任就面對一群出生優越、自命不凡的新生，使她大部分時間難以引起學生的注意。但她仍努力保持自信，盡全力處理學生之間發生的各種問題，對學生的關愛與付出也使她慢慢引起學生們的重視。
但在温柔的外表下，她其實是一名來自竹之國、具有雙重人格的精英刺客，自小為了在刺客考核中生存下去，產生與她原始人格相反的“黑暗人格”，無意間受黑暗人格掌控才使她倖免成為刺客，潛伏在木葉村長達數年，執行暗殺時都是以黑暗人格行動，而原始人格則對此一無所知。直到在學園祭事件後，當她的原始人格最終發現真相時，卻被黑暗人格佔據身心繼續針對花咲的暗殺。將學生們誘導至一座無人島進行野外培訓時將花咲擄走，意圖將她當作威脅竹之國王諸的人質，但在川木、向日葵與其他學生的通力合作下，企圖被阻止以外還被喚回原始人格。事件過後行徑受到校方諒解，獲准繼續從事教師工作以外，還決定保留住自己的黑暗人格花時間進行開導，以求有朝一日達成和解。

#### 學生
- 慕留人的同學（聲：稻瀨葵、時永洋、關戶博一、岡井克升、寶木久美、藤原大智）

慕留人的同班同學們，全班包含轉學生巳月在內共有27人，他們畢業後沒有成為忍者，而是走上其他的人生道路。
- 池川鶩

留著赤紫色短翻翘髮型的少女。
- 擔驗

脖子圍著一條圍巾的光頭少年，從忍者學校畢業後繼承家裡的寺廟。
- 焦功

身後綁頭髮、穿著斗篷的少年。
- JJ

留著力怎頭髮型的少年。
- 上下左右

有綁頭髮的穿著功夫服的少年，平常瞇著眼睛。
- 武二虎

留著暗黃色長髮的少女，畢業前轉入普通科中等部繼續修學。
- 土手野蒲公英

戴著白色針織帽的少女。
- 曲鑼音

左臉頰有塗顏色以及戴著墨镜的少年。
- 橫堀鍬

穿著吊帶褲的少年。
- 隱蓑紛（聲：山下大輝；台灣配音：郭馨雅）

慕留人一行人隔壁班的同學，對菫抱著好感，並使用「蓑衣隱身術」死纏爛打地追求她，由於追求失敗而被鵺操控，追求手段開始變得危險，但在蝶蝶的一番說教下擺脫鵺的操控而恢復理智，並懊悔自己的行為。
- 海苔卷惠方（聲：白石涼子）

一名跟向日葵共同參與忍者體驗的男孩，個性豪放，憧憬他身為忍者的祖父，因此不惜一切都想成為忍者。但也讓他自命不凡，任務體驗時屢次不顧夥伴、獨斷專行，直到不慎受困水井後才慢慢意識到自己的錯誤，決定與同伴互相合作逃出去，事後對向日葵為自己的行為致歉。後來與向日葵和優奈共同進入忍者學校就讀，性格也比之前更為成熟，但仍容易與別人發生衝突。
- 糸卷優奈（聲：菊池心）

一名跟向日葵共同參與忍者體驗的女孩，內向的她有當忍者的夢想，雖然程度不如具有天賦的向日葵和惠方，但為人比惠方更為溫柔近人，後來同樣伴隨向日葵和惠方成為忍者學校的新生。
- 雪割花咲（聲：水瀨祈）

忍者學校特別交換生，來自同盟國竹之國的公主，由於家鄉捲入不小的王權紛爭，因此性命受到謀權篡位的大臣威脅。在不知情內幕的情況下被父親送至木葉村留學作為保護，身邊固定跟著管家巴特拉（聲：千葉進步），並由鳴人暗中指派的川木擔任護衛。美麗動人，彬彬有禮，溫柔善良，因此在班上備受歡迎。私底下同時不願過王室生活，富有主見、嚮往自由以外還試著以亡母為榜樣，試圖走出一條屬於自己的道路。
自從學園祭發生襲擊後才發現自己受到性命要挾，同時獲知川木的護衛任務，但由於未知刺客會是自己崇拜的花老師，因此在野外培訓時險些被拐跑。最後在川木和向日葵的聯手拯救下獲救，在此期間看出花老師行兇是源於雙重人格所苦，因此帶頭為她向校方寫請願書，協助她隱藏身份與行徑。之後因家庭因素而不得不提前結束木葉留學旅程而返鄉，走前感謝川木的救命之恩、與同學們的陪伴相處，帶著滿滿的美好回憶離開木葉。
- 風魔英輝（聲：吉永拓斗）

忍者學校新生，風魔一族出身，父親身為木葉警備隊的特別上忍，因此從父親身上學到許多本領，但也導致他自視甚高、個性衝動。對花咲富有好感，因此對總是刻意接近她的川木抱有偏見及嫉妒，然而並不知道他其實有任務在身。最先察覺到川木的隱藏身份，企圖爆料時卻不慎搞砸學生們的話劇排練，直到受川木諒解才開始反省，至此開始改正衝動的毛病、成為學生們的好幫手。
- 鐮倉奧斯卡（聲：日高里菜）

忍者學校新生，鐮倉權五郎之女，同時也身為一名小童星，名字取自奧斯卡金像獎。由於父母都是名演員，使她生來就有一股十足的傲氣，喜歡在班上居於領導地位，因此最為嫉妒花咲，自進班以來處心積慮打算贏過她。但在驕傲的外表下，因為父母都忙於演藝事業為她造成不安全感，因此心中渴望與其他同學拉近距離。後來一度遭叛忍綁架以向她的父母勒索贖金，直到被向日葵和川木聯手拯救，這次經歷讓她一改過去居高臨下的常態，還與長期關係疏遠的母親解開心結。
- 淺草霓虹（聲：石見舞菜香）

忍者學校新生，奧斯卡的同桌兼最好玩伴，內向怯懦的她只會被奧斯卡當成傭人使喚。父母身為雷門企業的高層人員，因此能接觸到各式各樣的高科技試作品，在校總是手持一架橘色無人機，必要時能靠無人機搜尋到奧斯卡的所在位置。
- 網野奏紗（聲：齊藤佑圭）

忍者學校新生兼校刊記者，喜愛搜集資訊、幾乎無所不知的萬事通，對他人總是一副尖銳的笑臉迎。不只熱愛在同學之間談論各種八卦，同時也在校刊上負責“獨家揭秘報導”專欄，但報導的文章一向有理有據、堅決不會口說無憑。
- 犬塚美美（聲：石原夏織）

忍者學校新生，犬塚一族出身，身邊同樣帶著一隻名為「菊千代」的小狗。
- 道蘇兒（聲：山口茜）

忍者學校新生，好勝心強、具有男子氣概的少女，修煉體術的她將阿凱視為嚮往的目標，與人吵架時也決不退卻。
- 油女羽理華（聲：村中知）

忍者學校新生，油女一族出身，同樣能自如使用寄壞蟲，與蘇兒是志同道合的好友兼同桌。
- 練切手揉（聲：山本和臣）

忍者學校新生，父母在木葉村經營糕點店，其父既是忍者又是糕點師，因此打算追隨父親腳步而進入忍者學校學習與修煉。
- 影野藏（聲：小田切優衣）

忍者學校新生，穿著遮擋雙眼的黑貓服，出身於暗器世家，全身上下的口袋裡經常塞著各種各樣的物品，但也造成她在關鍵時刻找不到該用的物品。
- 稻光神出（聲：井上雄貴）

忍者學校新生，長著一頭藍發，具有天生的雷遁屬性，能夠以頭髮產生出雷電，因此在生火時會起到巨大作用。
- 岩流道石（聲：林大地）

忍者學校新生，特征是W形狀的眉毛，在所有新生之中最為強壯，一般會幫同學做體力活。
- 雙儀蘭、雙儀鈴（聲：逢來凜（蘭）、山田美鈴（鈴））

兩名忍者學校新生，一對長相與穿著相似、任何時候都形影不離的雙胞胎兄妹。

### 其他村民
- 漩渦向日葵（聲：早見沙織；台灣配音：丘梅君）

鳴人和雛田的女兒，慕留人的妹妹，暱稱「小葵」。眼睛的顏色和哥哥相似，兩邊臉頬上各有兩條和父親一樣的貓鬚紋路，髪色與臉部輪郭像母親。一名溫柔、開朗、大方又善解人意的女孩，在村子裡討人喜歡。繼承日向一族的血繼限界，八歲時在鳴人的火影就職儀式當天讓自己的「白眼」短暫開眼，起初僅是在情緒激動的情況下，將父親鳴人連同體內的九喇嘛點穴擊昏一整天，如今十歲的她已經逐漸能自如使用白眼。
喜愛画画，在繪畫比賽取得優秀獎，指導過井陣重新熟練超獸偽畫，並會鼓勵那些陷入低潮的人要振作起來。比起哥哥慕留人，她更能理解父親就任火影後所造成的繁忙，即便是父親無法回家參加她的生日。同時具有成為強大忍者的天賦，儘管還沒有達到就讀忍者學校的年齡，但能鬆通過忍者學校的體能訓練課程。有時會與慕留人一起在日向宗家學習柔拳，對忍者的知識有些了解。後來進入忍者學校就讀，不確定自己是否要當忍者，打算嘗試各種工作機會。
後來因為兩個哥哥慕留人與川木之間發生的問題，使她下定決心變強以幫助他們，而身體裡似乎有著讓戴蒙都為之好奇的“潛能”。然而後來父母被川木送入大黑天中囚禁，一無所知的她同樣被艾達的「全能」能力影響而改變認知，三年來將川木當成親哥哥的情況下成長，受豬鹿蝶三人的照料下繼續修煉，且一直不相信父母已死。而本應犧牲的九喇嘛在自己的體內復活，得以成為新一任九尾祭品之力，然而也引起獲得自主意識的十尾複製體之首「十羅」的注意，即將被吞噬之際目睹井陣重傷瀕死，受憤怒的引導而首次覺醒體內的九尾力量。
- 漩渦雛田（聲：水樹奈奈；台灣配音：林凱羚）

慕留人和向日葵的母親，鳴人的妻子，擁有血繼限界「白眼」的日向一族宗家出身。第前八班（紅班）的女性成員，現在身為家庭主婦，十分關心丈夫和兒女。不為人知的是，在鳴人常去的「一樂拉麵店」保持著吃下46碗拉麵的最高記録，被蝶蝶稱之為「傳說的大胃女王」 ，但害羞的她不會在家人面前展現她的大食量。時常個性開朗大方又善良，只有在生氣時使用開啟白眼的氣魄壓制對方，連慕留人與鳴人都不敢違抗。經常擔心不滿父親只顧工作的慕留人會跟鳴人關係持續惡化，但隨後慶幸他們的父子關係經過大筒木一族戰鬥後有所改善。
在鳴人的要求下無條件接納川木加入家庭一份子，也盡可能地將川木視如己出。然而得知川木為了消滅桃式而殺死過慕留人時，造成她一度失控怒打川木一巴掌。原意本是希望川木能就此收手，但卻跟著鳴人被川木一同送入大黑天異空間中囚禁。
- 日向日足（聲：津田英三；台灣配音：何志威）

慕留人與向日葵的祖父，雛田的父親，鳴人的岳父。雖然已退休，但是身為日向宗家掌門的威嚴依然健在，非常溺愛自己的兩名外孫，溺愛程度讓慕留人有時選擇迴避他。
- 秋道（聲：小松由佳；台灣配音：郭馨雅）

蝶蝶的母親，丁次的妻子，雲忍者村出身以及殺人蜂的前弟子。雷遁使用者，對丈夫與女兒的大食量感到困擾。
- （聲：江原正士；台灣配音：林協忠）

前第三班的指導上忍，在第四次忍界大戰中立下大功卻也失去右腿，導致修煉體術成癡的他只能坐上輪椅。但這沒有阻擋他熱愛體術的熱情，除了陪卡卡西修養以外，還會以自己的經歷指導眾多下忍關於忍者的毅力和永不放棄的精神。
- 猿飛紅（聲：落合留美；台灣配音：丘梅君）

猿飛未來的母親，前第八班（紅班）的指導上忍，丈夫阿斯瑪去世後獨自撫養未來長大。現在已經退休隱居，時常會接受以前的學生們的諮詢。
- 雷門越歷（聲：宮本淳）

電氣的父親，曾為忍者的他參與過第四次忍界大戰，如今是木葉忍者村第一大企業「雷門公司」的董事長，構想出連通五大國的雷車。起初對兒子要求嚴格，直到後來電氣找到自己目標後才以他為傲。尊敬歷代的忍者們，因此開發出收錄歷代的忍者的集換式卡片遊戲「激·忍繪卷」。
- 信樂繁縷（聲：雪野五月）

菫的母親，信樂狸的妻子，陪丈夫逃亡過程中因勞累而病逝，死前希望女兒堇能活出與他們不同的人生。
- 菖蒲（聲：細野雅世；台灣配音：郭馨雅）

拉麵店「一樂」的前店長手打的女兒，現在作為第第二代店長繼承父親的店面，利用常客鳴人的名聲作為宣傳讓顧客數量大幅成長，讓「一樂」規模擴大成為大型店家。
- 藥師兜（聲：神奈延年）

大蛇丸的前部下兼多重間諜，精通醫療忍術，擁有白蛇仙人體質，作為發動第四次忍界大戰的主導者之一，直到在戰爭中「找回曾經的自我和身份」而洗心革面。在戰後因傑出貢獻而金盆洗手，現已回歸他長大的孤兒院擔任院長，收留宇智波信所遺留的多數克隆體。
- 鐮倉權五郎／景政（聲：石井一貴）

前忍者兼著名演員，木葉村人氣電影《魔眼忍傳景政》男主角，原本受人愛戴的他，卻因暴食問題而發福，向他人保證會減肥卻都是嘴上一說，導致他被劇組辭退、續集作業也中止。懊悔的他被鵺操縱住心智而發動暴力襲擊，最後被慕留人和紗羅妲聯手制止而清醒，此後發誓會努力減肥，最終恢復體形而回歸演繹事業。
- 観音寺西瓜（聲：東內麻里子）

木葉忍者村的任務接待員，負責下忍的部分，被稱為「西瓜姐姐」。
- 戶丸（聲：榎木淳彌）

木葉知名愛情電視劇的男主角，為人開朗、大方且富有禮節，接受當時學會蝶化之術而變為苗條的蝶蝶一同參與戲劇演出，但直到看見她的真實體形後改變看法。之後牽扯進蘆名安排的綁架案，被蝶蝶親手營救後，被她教導「比起注重於他人的外表，不如專注他人的內心」。
- 蘆名（聲：安濟知佳）

木葉知名愛情電視劇的女主角，為人跟戶丸完全相反，非常傲嬌、居高臨下，導致她在事業上備受爭議。為了挽回失去的人氣，不惜自導自演綁架案，最後被慕留人一行下忍識破而抓到現行，原本打算自尋短見卻被木葉丸制止而被逮捕。
- 奈良炎晝（聲：真田五郎）

奈良一族的族長兼長老，作為奈良一族的意見領袖時常叮嚀鹿丸一些事情。重視奈良一族在社會上的名聲，打算將鹿代送去火之國大名一休所主辦的政治家候補的學習班。
- 玉環（聲：稻瀨葵）

牙的女友，身為宇智波一族位於空城的軍械庫掌門人貓婆婆的孫女，作為忍貓使者，因此有時會跟牙不對盤，但不管什麼情況都跟他保持戀愛關係。
- 圓（聲：志村知幸）

火之國的現任大名，深受木葉信賴，尊敬身為火影的鳴人，時不時蒞臨木葉村進行視察。掌握火之國大權的他一度成為貉強盜團的目標，導致兒子天道被綁架勒索，兒子被救出後才學會重視兒子、多花時間陪他。
- 圓天道（聲：田所梓）

圓的兒子，身為大名之子，比起美好生活，他真正渴望是父親的關注與認可。非常崇拜第七代火影·漩渦鳴人一樣的強大忍者，同時熱衷於收集「激·忍繪卷」，會一次靠信用卡買下整家店。他揮霍無度的生活直到遇見慕留人而改變，同時剛好跟過去的慕留人“同病相憐”，在他的教導下學會手裡劍術以及「想要的東西要靠自己爭取」的忍道。但之後被貉強盜團綁架，即將被其首領証城寺吃掉取代之際被慕留人相救，跟他聯手戰勝敵人，首次體會到當忍者的感受。
- 山崗（聲：樫井笙人）

圓一休和天道父子倆的管家，主要是幫忙照看天道、幫他打理生活起居，對於天道的命令都絕對辦到。但他最後不幸被貉強盜團首領証城寺當作目標，被他用屍分身之術吃掉進行冒充，躲在大名身邊行動。

## 砂忍者村（風之國）
- 第五代風影·我愛羅（聲：石田彰；台灣配音：郭馨雅）

執政風之國16年的第五代風影，新木的養父，鹿代的舅舅，跟鳴人保持著多年摯友關係。在中忍考試篇中搭乘雷車前往木葉忍者村的途中受到浦式的襲擊，未預料到對方的能力而被他奪走查克拉，後來及時抵達木葉觀看考試，並與桃式的一戰中與其他四影一起在異空間戰鬥。之後當浦式襲擊一尾守鶴時，負傷的他囑咐慕留人與新木帶著守鶴前往木葉忍者村藏匿，而隨著浦式的敗逃，他及時送醫而痊愈傷勢。
三年後帶領新木三人小組對付入侵風之國邊境尋找慕留人下落的神樹人「祭」，然而不敵對方的強大而身受重傷，被新木以砂鐵封印術圍住作為保護，雖倖存卻也因新木被神樹吞噬而被暫時困於封印中。後來隨著新木被解救，他也重獲自由且接受治療。
- 勘九郎（聲：加瀨康之；台灣配音：何志威）

我愛羅的哥哥兼輔佐，傀儡術使用者，被稱為精通傀儡術的天才。被新木稱呼為「叔父」，作為風影的輔佐而在背後支撐著我愛羅，會替我愛羅代為表達他的意見，對新木凡事追求合理性的思考表示能理解。
- 新木（聲：上村祐翔；台灣配音：曾允凡）

我愛羅的養子，與夜土、荒谷組成三人小組的下忍，繼第三代風影後首位「磁遁」和「砂鐵」使用者，年幼的他無父無母、且無法控制能力，直到被同病相憐的我愛羅接納而收留，稱呼我愛羅為「義父」。
透過多年修煉而熟練控制砂鐵的能力，平常以砂鐵做成大衣包覆身體，戰鬥時能將砂鐵變成翅膀、拳頭、棘狀等形狀任意操控。自認為義父我愛羅是五大國最強的領袖，總是想要親自證明這一點，除了沉默寡言以外沉著冷靜，對於任何人事物皆以合理性來思考如何處理，但對他人口氣非常冷淡，導致經常被他人所誤解。與慕留人參加同一屆的中忍考試，在淘汰賽中準備在我愛羅面前證明自己的強大，連續戰勝梅塔、蝶蝶和紗羅妲，僅僅敗給利用科學忍具作弊的慕留人。在之後的大筒木一族襲擊中被勒令不准出手，毫無用武之地的他看到慕留人拯救五影、大放異彩而陷入思索，從此跟他產生競爭意識。
在一尾護衛任務與慕留人再次見面，為了將守鶴安全送至火之國，不情願地與慕留人一同前往木葉村。做人處事和戰鬥都與慕留人不合，但在彼此的交流中，內心逐漸開始動搖，在將守鶴交給木葉後立即折返回去幫助獨自對敵的慕留人，兩人一起戰勝浦式，因此再次對慕留人改觀，彼此開始產生信賴關係，之後也會偶然造訪木葉村關注慕留人。
三年後帶領小組與我愛羅共同對付神樹人「祭」時，由於不願扔下養父而以「砂鐵粒封掌」將我愛羅封印保護起來，自己不慎被爪垢襲擊而神樹化，查克拉淪為神樹人「粒」，但仍然維持著封印術。後來隨著「粒」被紗羅妲消滅，透過棘魂而成功解救出來。
- 夜土（聲：稻瀨葵；台灣配音：林凱羚）

砂忍者村的女性下忍，與新木、荒谷共同組成小隊，同時心儀新木。平常戴著兜帽，喜歡用耳機聽著音樂，但其實這是為了封印過於敏銳的聽覺，會使用擺動長髮發出的超音波來攻擊對手。與慕留人一行人參加同一屆的中忍考試，和鹿代對戰時利用聽到攻撃動作發出的聲音進行回避與發動攻勢，但被鹿代發現一旦有多出其他聲音時會無法分辨導致思考反應延遲的弱點，因此被縛影之術束縛而落敗，從此對鹿代擁有的分析能力給予很高的評價。
三年後在對付神樹人的戰鬥中，目睹新木被爪垢襲擊後神樹化。心急如焚的她急切想救新木，以至於在與擁有新木形象的神樹人「粒」周旋時犯下重大失誤，最後身中「粒」的致命攻擊。瀕死之際幫助紗羅妲首次使用萬花筒寫輪眼，並觸發專屬技能「大日孁」將「粒」消滅。
- 荒谷（聲：井木順二；台灣配音：林協忠）

砂忍者村的下忍，與新木、夜土共同組成小隊，帶著假面，武器是刀，收刀時可以當作棍棒藉此使用棒術。擁有高精密度的操作能力的傀儡，和梅塔一樣同樣有被他人注視就會感到緊張的心理問題。在中忍考試的第三場對決時因為其個性無法在觀眾面前對戰，只好自己在觀眾席上方操控傀儡代替自己上場。在第一回戰打倒井陣，在準決賽和紗羅妲對戰被寫輪眼的特性來分析因而看穿上場的是傀儡，自己則躲在觀眾席上方操控，最後被火遁吹飛傀儡而落敗。

## 霧忍者村（水之國）
- 第六代水影·長十郎（聲：宮田幸季；台灣配音：江志倫）

現任第六代水影，外表為帶著眼鏡與留著小鬍子。忍刀七人眾的一人以及雙刀「比目鰈魚」的使用者。就任水影後將霧忍者村快速現代化，讓村子得以擺脫過去「血霧之裡」時代的陰影。然而沒有預料到新·忍刀七人眾的崛起，即使沒有比目鰈魚，也能發揮強大的實力，在受傷的情況仍然將使用忍刀的敵方中的三人打倒。之後前去觀摩中忍考試，但大筒木一族侵襲時取回比目鰈魚與之對抗。
- 桶柑（聲：胡麻鶴彩）

長十郎的親信兼輔佐，是一名帶著口罩、沉默寡言的深色長髮女子，平時不怎麼說話。
- 第五代水影·照美冥（聲：日野由利加；台灣配音：林佑俽）

第五代水影，退休後將位子交給親信長十郎，與第四次忍界大戰時期相比年老了不少，且至今都未結婚。對於水之國大名反對與火之國、波之國、海之國簽訂和平條約，並企圖對周圍國家實現霸權的行徑感到憂心。
- 枸橘神樂（聲：河本啟佑；台灣配音：傅品晟）

霧忍者村的中忍，第四代水影·枸橘櫓的孫子，左眼下方有赤紫色的刀形胎記，年齡與慕留人他們差不多大。實力足以擔任第六代水影·長十郎的親信，還被長十郎推薦為雙刀「比目鰈魚」繼承者。然而表面上平易近人的他，一旦握刀就會性情大變，曾經憑借高超的劍術殺死自己的同期夥伴，從而留下心理創傷，幾年下來開始學會克制。但由於自己祖父曾造就「血霧之里」，在霧隱村中備受冷漠對待，只能在山區村莊度過童年。
學生時代時被大部分同期生稱作「劊子手之孫」，受訓過程中還傷害到屍澄真的胸口，給他留下巨大傷疤，對他懷有愧疚而不肯違抗他的意志。在慕留人一行人前來霧忍者村進行修學旅行時作為嚮導，被長十郎賦予其使用「比目鰈魚」的權力，然而單純的他被屍澄真利用其心理創傷勸誘，跟隨他們一同組建新忍刀七人眾。最後得知屍澄的真正本性後與其決裂，在慕留人的說教下決心告別過去、跟他聯手戰勝屍澄真。由於懊悔自己的行徑，在慕留人一行人離開霧忍者村時並未來送行，之後僅跟慕留人用書信往來保持友好關係。這段期間升官為直屬水影的特命參事，他自願擔任囚禁七人眾的監獄典獄長，但也未能阻止屍澄真的越獄。
當霧隱村與舟戶一族之間的大規模海戰爆發，他與重回霧隱村的慕留人一行人，合作執行對抗舟戶一族的危險任務。同時帶領以咒印束縛的“三人眾”文淡、蛇莓與巨峰重回戰場，希望他們能經此一役改邪歸正。在一系列戰鬥中目睹文淡三人做出改變而欣慰，然而在對抗舟戶一族指揮官海蛆的戰鬥中耗盡力量，手無寸鐵之下身負致命傷，對慕留人一行人交代完遺願後英勇犧牲，死後葬於自己的童年村莊中。
- 蜂谷釣糸（聲：高橋伸也）

霧忍者村的下忍，與神樂是同期，装腔作势，愛耍流氓，對於和平的世界感到鬱悶，因此被屍澄真勸誘而成為他的手下，但並不知道屍澄真的真正目的。帶領一票流氓跟前來修學旅行的慕留人一行人發生衝突，但被岩兵衛打退，之後為了報復慕留人他們而綁架電氣，然而被慕留人他們打倒後遭受屍澄真制裁。最後僥倖逃生接受紗羅妲的治療而開始悔改，並告知慕留人關於屍澄真的企圖。這次經歷讓他徹底痛改前非，使他開始努力工作來彌補之前的所作所為。
- 撰歌三兄弟（聲：奧村翔；台灣配音：馬國堯）

霧忍者村的三名下忍，分別是高波、細波、捲波的三胞胎兄弟。髪型都不同。以三人同時發動影分身，包含本體在總共九個人藉此以數量壓制敵人為擅長的戰術。與慕留人參加同屆的中忍考試，在第二場考試的奪旗戰中和慕留人所屬的第七班對戰。三人全員集中攻撃慕留人，被慕留人以科學忍具「忍籠手」使出的水遁與雷遁反擊，最後用幻術隱藏的旗子被紗羅妲的寫輪眼看穿並奪走而集體落敗。
- 新·忍刀七人眾

由干柿屍澄真吸納的五名霧忍加上神樂所組成的集團，每人均實力不俗，但是由於沒什麼參戰經驗，並且團隊合作方面欠缺。戰後除了神樂以外，其他六人被秘密拘留並接受更生計劃，而這項政變計畫也經由長十郎隱瞞。領袖屍澄真隨後越獄，作為協力者的八朔和一朗太再度被捕且移監別處。剩餘的“三人眾”文淡、蛇莓和巨峰為了換取自由被迫參與對抗舟戶一族的霧隱海戰。而神樂和蛇莓相繼在海戰中犧牲，文淡和巨峰則因傑出貢獻而被赦免。
- 干柿屍澄真（聲：木村良平；台灣配音：陳幼文）

新·忍刀七人眾的首領，神樂在忍者學校時代的前輩，霧忍者村政變的主謀，使用水遁忍術以及持有大刀「鮫肌」。與「曉」的干柿鬼鮫是同一個家族的遠親，和鬼鮫同様在臉頰上有魚鰓的紋路，胸口留有被神樂砍傷造成的傷疤。嗜血殘酷、善於玩弄人心，不滿戰後村子的體制並且以回到「血霧之裡」時代為目標，得到以和穩健派的長十郎的關係不合的水之國大名撐腰後開始安排政變。吸納神樂後以革命為名發動政變，但實際上只是想讓世界再次陷入戰火。試圖殺死慕留人使其成為發動戰爭的火種，受到慕留人的連續攻擊而倒地，被迫與「鮫肌」融合之後開始暴走，最後被一起使用「比目鰈魚」的慕留人與醒悟的神樂擊倒後跟大刀分離。之後被霧忍者村收押禁見，但入獄沒多久藉由兩名同伴的掩護而越獄逃脫，至今都行蹤不明。
- 黑鋤文淡（聲：伊瀨茉莉也；台灣配音：吳佳樺）

新·忍刀七人眾之一，身為先代忍刀七人眾之一的黑鋤雷牙的女兒 。會使用雷遁忍術以及雷刀「牙」，在七人眾之中是比較擅長使用忍刀的忍者。在懂事之前父親就已經離村，甚至僅因雙眼像父親而得不到母愛，極具叛逆的她因此輕易倒戈至屍澄真麾下。在地下水場與紗羅妲戰鬥，最後中寫輪眼的幻術以及被雷遁電解水所產生的大量氫氣被起爆符引燃而落敗。戰後被收押關入監獄，但後來在屍澄真越獄時受他陷害且無情拋棄，從此看清他的真面目而結下仇。之後被神樂招收參戰對抗舟戶一族，與曾經敵對過的第七班和第五班同舟共濟，過程中開始對神樂與木葉忍者們改觀。海戰勝利後因傑出貢獻而被赦免，也因此不再拘泥於仇恨之中，選擇回去霧忍村，但仍未放棄尋找屍澄真。
- 尾道八朔（聲：奈良徹；台灣配音：傅品晟）

新·忍刀七人眾之一，川著改造的學生服與爆炸頭的男子，使用斷刀「斬首大刀」。與蛇苺以及巨峰共同對付長十郎，被長十郎壓倒性的實力打倒。關入監獄後陪同一朗太參與屍澄真的越獄計劃，但剛逃脫就被再次抓回而移監至別處關押。
- 蛇莓（聲：東山奈央；台灣配音：林佑俽）

新·忍刀七人眾之一，臉部有化妝，說話尖酸、刻薄，有著出色縫紉技巧而使用長刀「縫針」。童年時無依無靠的她曾以拾荒為生，直到自衛殺死一名霧忍村叛忍而被村子接納成為忍者，這段經歷造成她的殘忍個性及反社會行為。輕易被屍澄真誘惑而加入七人眾參與政變，追隨他們僅是為了投靠強者，實際上非常膽怯、害怕受傷，作戰時只敢採用遠程攻擊形式，最後被長十郎用「斬首大刀」的刀背擊暈。
入獄服刑的幾年並沒有悔意，同時在屍澄真越獄時被遺棄，因此之後陪伴文淡一同參與對抗舟戶一族的海戰。起初是為了換取減刑而迫不得已參戰，在三人眾之中最具叛逆性，但與曾經敵對的木葉忍者們合作、加上被神樂接納之下開始做出改變。跟梅塔逐漸產生微妙情愫，在戰鬥中多次協助彼此，以至於最後代替他正面扛下敵人的水遁忍術而落下重傷，在搶救不及之下同樣英勇犧牲，最後葬於神樂之墓的旁邊。
- 鬼柚子一朗太（聲：時永洋；台灣配音：馬國堯）

新·忍刀七人眾之一，容貌端正的青年，使用爆刀「飛沫」。個性比起其他成員較為冷靜。在夥伴正在戰鬥的時候負責觀察局勢，在八朔等人被打倒之後試圖偷襲長十郎，最後被岩兵衛打倒。入獄後擔任屍澄真越獄的協力者，然而卻同樣逃跑失敗而與八朔一併移監至別處關押。
- 迪吹巨峰（聲：間宮康弘）

新·忍刀七人眾之一，用白色面具遮住臉部的男性，使用鈍刀「兜割」。體形龐大、沉默寡言，思考與行動都極為遲鈍，一旦見到血則會不分敵我地揮刀攻擊。在政變中並未起到關鍵作用，見兩名同伴倒地後直接棄械投降。入獄後毫無反抗心理，同樣在屍澄真越獄時被遺棄，因此陪同文淡和蛇莓繼續服刑，乃至被神樂招收參與對抗舟戶一族的海戰。過程中講述自己所來自的村子是被舟戶一族殲滅，之後因做出的種種貢獻而被同伴接納，在海戰勝利後選擇留在神樂的山村中幫忙。
- 舟戶一族

水之國的古老世家，惡名昭著的海盜一族，幾代以來都是在波濤洶湧的海上燒殺搶掠而聞名。直到首領舟戶荒海五年前被俘而解散，造成原本屬於他們的海洋被霧忍村強占且重新規劃，而舟戶三兄妹漁利、天馬和青煉帶領殘黨花費五年時間策劃復仇，意圖讓整片海洋重回舊時代的“混亂時期”。在海戰中與霧忍村發展為“兩敗俱傷”的局面，經由慕留人努力喚回眾海盜的良知而宣佈投降，被網開一面的長十郎准許返回家族領地，受村子監視的情況下和平生活。
- 舟戶荒海（聲：千葉繁）

舟戶一族之長，身強體壯、凶神惡煞的海盜王，曾親眼目睹妻子死於霧忍村之手，後以一人之力將舟戶一族的海戰實力發揮到極致，因此在水之國具有一定的影響力。五年前在霧隱村下達的大規模掃蕩中落網，閉關在具有能蒸發水分技術的牢獄中，並由神樂監管；直到現今被兒子漁利帶領捲土重來的一族殘黨劫獄救出，開始另起爐灶而意圖奪回水之國權力。然而隨著各種奇襲行動相繼失敗且損失慘重，從長子漁利手中奪回指揮權，並用失去親人的憤怒成功使竹筏回歸家族參戰。意圖摧毀霧忍村的最新發電廠東雲一號機作為開戰信號，但由於竹筏最終被慕留人做出的“自我犧牲”之舉而幡然悔悟，一意孤行的他最終敗在川木的手刃之下，乃至被送回隔離監牢中閉門思過。
- 舟戶漁利（聲：川原慶久）

舟戶一族長子，擅長指揮戰局，遵從父親荒海的理念及使命，手持一把由父親贈予、能吞噬查克拉的旗魚骨長矛。而父親被俘後帶領未落網的殘黨，花費五年時間謀劃佈局，不滿水之國的現況而發誓會讓一族重振旗鼓。同時在家族之中最有理性、容易顧全大局，因而策劃各種奇襲以減少族人傷亡，然而沒人甘願順從而無意導致戰局潰敗。為了拯救一族而背叛父親，隻身冒險去跟水影長十郎和談，然而談判途中被荒海遠程操縱當時帶在身邊的旗魚矛擊殺。
- 舟戶天馬（聲：坪井智浩）

舟戶一族養子，負責指揮海盜團的移動要塞，臉上印有紅色紋路。童年時曾被親生父母拋棄，獨自生存時被荒海收留，即使被當成工具人卻也無怨無悔，始終想向養父荒海面前證明自己的強大。長大後在一族中殘暴程度僅次於荒海，獨自率領由強者組成的部隊，習慣讓新兵互相廝殺作為入伍考核。在與霧隱村主力軍的持久戰中意圖立功，無視兄弟的命令而獨自率軍攻打水影長十郎的艦隊，然而卻中伏導致全員潰敗，被長十郎當場擊殺而葬身海底。
- 舟戶青煉（聲：潘惠美）

舟戶一族次女，繼承父親強悍的個性，不達目的誓不罷休，任何事情以家族為重，最善待最小的弟弟竹筏。擅長遠距離攻擊敵人，手持一把神仙魚骨狀的弓，能靠聲音自由改變箭矢軌道。一族崛起時希望能帶回弟弟，然而注意到他跟隸屬木葉的慕留人發展為友情，因此決定先下手為強而誅殺慕留人。但在黑暗環境的對決中被慕留人和神樂聯手重傷，一段時間下來昏迷不醒，隨著傷勢逐漸惡化，加上她堅持帶傷參戰而最終不治身亡，縱使竹筏重新投奔家族。
- 舟戶竹筏（聲：白井悠介）

舟戶一族三子，在舟戶四姐弟中實力最不出眾，唯獨遺傳到足以支配大海的「海龍之力」。生性溫柔善良、完全不擅長海戰，因此離開家族來到水之國的造船之島上拜師學藝。期間協助過慕留人一行人，跟慕留人發展為朋友情誼，但隨著舟戶一族崛起以及獲知姐姐青煉負傷之下不得已回歸家族。原先對加入戰局感到猶豫不決，直到目睹家族軍隊傷亡的慘況、以及青煉重傷不治之下，使他徹底投奔黑暗、掌握住蘊藏力量並接過領導家族重任。但開戰之前受慕留人越加阻攔，乃至目睹他以“投海自盡”的形式消除兩方仇恨。由於是一時被仇恨衝昏頭腦，他被慕留人的犧牲以及紗羅妲和巳月的忍耐與堅持所感化，醒悟之下帶頭認輸並以海龍之力救回慕留人，戰後因主動求降而被獲准回到造船之島繼續學習。
- 地引（聲：深町壽成）

舟戶一族的海盜，擔任漁利的左右手，在一族中具有最強大的感知能力，但必須靠身體的水分進行感知，因此會消耗大量體力。無論任何情況都忠誠於漁利，乃至陪他去跟霧隱村和談，然而最終沒能救到他，僅能眼睜睜看著他被荒海殺害。陷入深深的自責之下投降，被霧忍村交予法辦。
- 海蛆（聲：藤原貴弘）

舟戶一族的海盜兼指揮官，擔任青煉的左右手，同時養有一子。心狠手辣、身體耐打、實力強悍，不會放過任何盯上的目標。對青煉懷有巨大的崇敬與恩情，目睹她受傷不起後發誓會為她報仇。在後來的戰鬥中親手殺死無力抵抗的神樂，此舉令慕留人一行人群情激憤，最後被慕留人擊敗後由文淡背後捅刀而陣亡，死後遺體被運回舟戶一族據地下葬。
- 小鮒（聲：田野麻美）

海蛆的獨子，年紀雖小，卻已經學會上戰場對敵，善用吹箭作為暗殺手段。由於父親在對戰慕留人時喪生而遷怒於他，繼承亡父衣缽後開始不顧一切地為父報仇。參戰時重遇慕留人而得到親手報仇的機會，然而一時無法下手之餘目睹慕留人自行犧牲。對自己的復仇行為產生矛盾下，最終伴隨竹筏與眾海盜悔悟，戰後與一族被赦免，回到家鄉祭拜亡父。

## 雲忍者村（雷之國）
- 第五代雷影·懶（聲：竹內良太；台灣配音：馬國堯）

第五代雷影，留著短髭以及帶著兜帽的男子，人如其名，口頭禪為「好累」。看似有氣無力，實力卻相當強勁，擁有嵐遁血繼限界，被稱為第四代雷影的「左膀右臂」。並且曾經在第四次忍界大戰中大放異彩，戰爭中擔任過第一戰鬥部隊的隊長。如今跟五大國保持著友好關係，同時在大筒木一族侵襲時到場參戰。
- （聲：河本邦弘）

的輔佐，曾經跟一起身為殺人蜂的弟子，精通劍術和雷遁忍術。
- 第四代雷影·艾（聲：手塚秀彰；台灣配音：陳幼文）

第四代雷影，殺人蜂的義兄，現在已經退休，將位置讓給身為他親信的懶。
- 殺人蜂（聲：江川央生；台灣配音：陳幼文）

八尾·牛鬼的祭品之力，第四代雷影·艾的義弟，說話依然有著饒舌的腔調。拒絕雷影之位後開始周遊各處演歌作曲，期間一度受到大筒木桃式和金式襲擊，體內的尾獸查克拉被吸走，但僥倖逃生的他平安回去雲忍者村。
- （聲：河西健吾；台灣配音：丘梅君）

參加中忍考試時的雲忍者村下忍之一，非常憧憬殺人蜂，左臉頬有二個牛角刺青，戴上有牛鬼雕像的首飾。但為人裝腔作勢、喜歡挑釁他人，說話有省略語句長度的習慣。武器是背著跟殺人蜂一樣的兩把劍，以及作為觸媒讓查克拉流動藉此施展忍術或起爆的泡泡糖，會吹出大量泡泡來藉此剝奪敵人自由的戰略。第三場考試的第一回合戰對抗慕留人，被慕留人藉由科學忍具施放出來的風遁手裡劍突破泡泡的防禦壁，最終擊中他嘴巴嚼著的口香糖氣球造成爆炸而落敗。
- （聲：川古昇平）

雲忍者村下忍，體型肥胖、戴著眼鏡的少年。身上揹著巨大的手裏劍、能使用雷遁讓自己的身體加速。在第三場考試中和巳月對戰，利用高速進行接近戰，但被巳月放出大量的蛇綑綁住身體導致動彈不得而落敗。
- （聲：田邊留依）

雲忍者村女性下忍，駝背的長髪少女。在第三場考試中跟紗羅妲對戰，但過於輕敵的她在三秒之內就被紗羅妲一拳揍昏而落敗。

## 岩忍者村（土之國）
- 第四代土影·黒土（聲：武田華；台灣配音：曾允凡）

岩忍者村的現任土影，俗稱「黑土大姐頭」，穿著右邊沒有袖子的旗袍。個性有點自大、嘴上不饒人，對高齡的祖父大軒的自由奔放感到煩惱。曾經主張反對祖父大軒的人造人「芥」計劃，因此不知情他擅自啟用，在人造人眾發動政變時遭到囚禁，是直到慕留人、鹿代等一行木葉下忍協助才挽回局勢。政變結束後失去祖父大軒，為此相當自責，因此來到木葉對慕留人一行下忍表示感謝。
- 赤土（聲：三宅健太）

黒土的輔佐，年時跟她同樣師從大軒，在芥引發的事件中和黒土同樣不知道大軒的秘密實驗，為了阻止事態擴大而協助慕留人一行下忍奪回政權。
- 紺土（聲：石黑史剛）

黒土的秘書，隸屬岩忍者村暗部。
- 第三代土影·大軒（聲：西村知道、菊本平（少年期））

身經百戰的第三代土影，擁有血繼淘汰·塵遁，將土影的職位交接給黑土後退休，年齡已超過一百 ，因此身體也十分衰弱，得靠電動輪椅才能行動，但在別人面前還是一個容易閃到腰的老頑童。自己的孫子小土多年前在岩忍村發生的叛忍襲擊中不幸喪生，為了不讓村子繼續出現無畏死傷而創造出「芥」計劃，但因人造技術不穩定而遭到孫女黑土拒絕，從此瞞著上層自行製造出多數芥以及人造人眾。出此下策並無惡意，將人造人眾全部鑲入自己想維護和平的意志，同時提議拉攏身為人造人的巳月來尋求大蛇丸的完美人造人技術。然而卻未預料到人造人均產生自我意識，集體背離他的初衷而毀壞村子，被慕留人說服後決定制止自己一手製造的危害。協助慕留人對抗人造人首領空過程中耗盡生命使用「塵遁·原界剝離之術」而消滅空，將遺言交代完後安詳逝世。遺體在現任五影以及全體岩忍村民的送別下安葬，而他百折不撓的精神以及「石之意志」也傳承給慕留人、石基等後輩。
- 初代土影·石河（聲：近藤隆）

初代土影，大軒的祖父，對大軒最具有影響力，在大軒的回憶中登場。
- 小土

大軒的已故孫子，第四次忍界大戰結束後才從岩忍村的忍者學校畢業，但剛成為下忍的他在一場叛忍引發的爆炸事件中不幸喪生，為大軒帶來巨大打擊。
- 石基（聲：町屋圭祐；台灣配音：何志威）

岩忍村的下忍小隊「玄武三人衆」的一員，與慕留人等人同世代的下忍。學藝不精，又容易得意忘形，參加中忍考試時在第一場考試中就全員淘汰，因此回到村子裡重新受訓。後來在岩忍村發生的人造人危機中再次跟慕留人重逢，尋找心之石的考驗中受到大軒指導，因此對他非常憧憬。隨後在決戰中盡自己所能地協助岩忍村奪回局勢，並最後參加大軒的葬禮，在其墓前發誓自己會變得更強。
- 岩忍人造人

一群經由大軒的早期設計、再由科學技術以及白絕基因所培育出的人造人，起初沒有自主意志，服從大軒的命令代替忍者衝鋒陷陣而守護岩忍村，但技術並不完善，身體會出現劣化，必須用藥來控制，並需要活人心臟來繼續存活。
- 空（聲：木村昴）

人造人五人眾以及芥群體的統領，形象是參考大軒本人，出生時得到塵遁血繼淘汰，同樣擅長使用原界剝離之術。原本遵從創造者大軒的一切命令，但逐漸產生自我意識，同時增強他想征服一切的野心，計劃統領所有“獲得生命”的人造人奪下岩忍村乃至整片忍界。但剛以為達到目的的瞬間被身為臥底的巳月背後捅刀，重傷之下奪走培育自己的博士之心臟而獲得生命及力量，全軍覆沒的他準備用塵遁消滅慕留人一行人，但被大軒用生命為代價的原界剝離之術化為塵土而死。
- 黑曜（聲：玉木雅士）

人造人五人眾一份子，為人高大兇殘、並且自恃高人一等，出生時被賦予強大體術，靠一對旋棍進行作戰，兩度跟第十班豬鹿蝶正面交鋒，最後在地道中被他們以聯合作戰的形式消滅。
- 石英（聲：浦尾岳大）

人造人五人眾一份子，出生時得到爆遁血繼限界，靠岩忍村的禁術起爆黏土進行作戰。像小孩一樣天真、單純，將巳月視為唯一的朋友，是直到最後才發現他是臥底，生氣不解之下跟他交戰，但最終因身體劣化而死。
- 雲母（聲：芝崎典子）

人造人五人眾一份子，強大的幻術使，靠精神操縱人體。形象是一名哥特風的女孩，希望能讓自己變得「漂亮」，因此恐懼自己身體的劣化程度。決戰中獨自融合多數芥變成巨人迎戰紗羅妲，但最終落敗而被倒塌的巨人砸死。
- 花崗（聲：淺利遼太）

人造人五人眾一份子，與空一樣繼承塵遁血繼淘汰，特征是紅色長髮，在五人當中最為好戰，對人類的情感非常好奇。在荒漠地帶迎戰慕留人時，因身體持續劣化而生命到頭身亡。
- 芥（聲：小野賢章）

一群沒有感情、用岩忍村禁術以及土遁所創造出來的戰鬥型黏土人偶，全部都有面具，原是作為抵禦外敵的戰鬥人，如今被人造人眾利用作為推翻岩忍村政權的工具。
- 小芥（聲：白石涼子）

一隻在戰鬥中損毀而重組的芥，變成類似兔子的形態，且將井陣視為主人。跟著井陣進入岩忍村，在他對抗黑曜時出手救援，但最後自己被摧毀，生命最後喊出井陣的名字後散架。死後被井陣埋葬，畫出畫像作為紀念。
- 博士（聲：麻生智久）

岩忍村的瘋狂科學家，熱衷禁忌科學領域的他急切想攀升地位，協助大軒製造出人造人以及芥，同時服從空的指令。但最後被自己一手創造的空當場奪去心臟，而遺體最後沒有被尋獲，從現場直接消失而下落不明。然而隨後他在不明情況下死而復生，躲在維克多在谷之國的製藥公司繼續研究工作，同時證實他身為殼組織的外陣一員，將人造人的實驗數據轉交給殼組織。但當他協助維克多完成人造神樹實驗時，直接被發芽生長的神樹包裹進去作為犧牲品。

## 音忍者村（田之國）
- 大蛇丸（聲：松本和香子；台灣配音：陳幼文）

音忍者村的首領，前木葉忍者村的「傳說的三忍」的一人，曾經背叛且試圖毀滅木葉很長時間，同時造成過佐助叛逃出村。一旦死去會靠埋藏在各個身體上的咒印重獲新生，最後一次重生讓他意識到自己的極限，因此決定相信佐助而“改邪歸正”，協助忍者聯軍逆轉局勢。大戰之後因傑出貢獻而被赦免，由木葉村監視動向而繼續科學研究，所以沒有什麼過大的行動，將實驗體巳月送入木葉忍者村進而間接干涉木葉忍者村的動態。但個性已經不像從前一樣陰險毒辣，有著關注巳月的成長的溫暖的一面。鳴人認為大蛇丸的研究有助於對抗大筒木一族，在考慮其危險性下維持友好關係，在慕留人與紗羅妲尋找失蹤的巳月時給予過一些建議。
- 鬼燈水月（聲：近藤隆；台灣配音：林協忠）

大蛇丸的部下及前「鷹」小隊成員，霧忍者村的鬼燈一族出身，身為前忍刀七人眾成員鬼燈滿月的弟弟。實力雖強，但無論是頭腦和戰鬥都是一根筋。大戰結束後跟隨大蛇丸，在慕留人等人在修學旅行參訪霧忍者村時，在大蛇丸的命令下回到故郷刺探內情。隨後在鳥類暴走事件中與香燐前去援助，即使起初不情願協助慕留人一行人的任務，但看在重吾的面子上決定伸出援手，靠自己的水化能力化解咒印擴散的危機。
- 香燐（聲：行成桃姬；台灣配音：曾允凡）

大蛇丸的部下及前「鷹」小隊成員，如今幫大蛇丸看管位於南方的據點。似乎不知情自己身為漩渦一族後人，擁有龐大的查克拉量，以至於咬她一口便能痊愈傷勢。多年前在小櫻生下紗羅妲時幫忙接生，並將眼鏡贈送給紗羅妲，因此將紗羅妲視作“親人”一樣看待。同時在鳥類暴走事件中在一旁協助紗羅妲作戰，同時讓她痊愈傷勢，償還小櫻多年前救她一命的恩情。
- 重吾（聲：阪口周平；台灣配音：陳幼文）

大蛇丸的部下及前「鷹」小隊成員，天生仙人體質，但會因為咒印暴走而產生自己無法控制的殺人衝動，必須施打大蛇丸開發的鎮靜劑來抑制。因咒印感染持續擴散而造成過火之國村落的鳥類暴走事件，加上被人陷害以及“換藥”而無法克制咒印化，使他決定躲回山洞中遠離同伴和人群。直到慕留人一行人干預、抓出真正兇手才恢復如初，同時受他影響而決定不再受恐懼影響而從此放飛自我。
- LOG／巳坯（聲：木島隆一；台灣配音：馬國堯）

巳月的“兄長”，是大蛇丸的最初克隆實驗體，本人不怎麼出面，大多時間是在大蛇丸身邊服侍，有時會過問巳月的情況。當一次巳月因使用仙人模式而受傷嚴重之下，他自願將自己的內臟捐贈給他。

## 龍地洞
與妙木山、溼骨林並稱三大秘境，除了作為主人的白蛇仙人之外也是眾多大蛇居住的地方，同時是大蛇丸與藥師兜進行仙術修行之地。
- 白蛇仙人（聲：鈴木弘子；台灣配音：林佑俽）

龍地洞的主人，擁有自由吸收與操控自然界的能源的力量的仙人，在人類面前會用一名老婆婆的形象。在慕留人一行人前來尋求幫助時，誘使他們前去洞深處取得大蛇辛牙的鱗片。目睹他們集體活著出來、甚至馴服暴躁的辛牙後，對慕留人徹底佩服而協助他解析關係巳月的線索。
- 青蛇（聲：後藤光祐；台灣配音：馬國堯）

與佐助簽訂通靈契約的大蛇，平易近人、誠實又懂禮節，對佐助非常忠誠。以前被佐助拯救過一命，為了報答佐助的救命之恩而和他簽訂契約，同時還忠誠於佐助的家人。
- 辛牙（聲：野川雅史；台灣配音：何志威）

居住在龍地洞的紅色眼鏡蛇，脾氣暴躁，殘暴好戰，擁有能將碰到從自己嘴裡噴出來的毒液的人將其石化的能力。曾經與一名人類簽訂通靈契約，然而卻在一次戰鬥中因不聽指示、而被術者攻擊右眼導致失明，深感背叛之下從此不信任其他人類。如今和來到洞中尋得自己鱗片的慕留人發生戰鬥，在試煉過程中被慕留人始終相信自己夥伴的決心所打動，答應和他簽訂契約直到找到巳月為止。在後來慕留人對抗岩忍人造人的過程中具有貢獻，而戰鬥結束後跟慕留人告別，同時對人類改觀。
- 田心姫（聲：山田奈都美；台灣配音：丘梅君）

龍地洞的守門人之一，負責慕留人在龍地洞的第一個試煉，利用幻術製造的龍宮城宮殿的美食來誘惑慕留人，但被識破假象的慕留人突破試煉。
- 市杵嶋姫（聲：寶木久美；台灣配音：高芸鑠）

龍地洞的守門人之一，負責慕留人在龍地洞的第二個試煉。將慕留人關在一個只有解開拼圖才能離開的動區，直到慕留人靠著柔軟的思考能力，將最後的拼圖完成而突破試煉。
- 湍津姫（聲：松本沙羅；台灣配音：郭馨雅）

龍地洞的守門人之一，負責慕留人在龍地洞的第三個試煉。利用幻術製造紗羅妲與第十班的夥伴的幻影，企圖讓慕留人的內心感到挫折，直到慕留人靠著強大的意志力戰勝幻術而突破試煉。

## 狢強盜團
- 証城寺（聲：楠見尚己）

盜賊集團「狢強盜團」的首領，一名體型肥胖，皮肤苍白，草绿色毛发的男子，能使用獲得被吃掉的對象脑袋擁有的外表與記憶以及能力的禁術「屍分身之術」。與巨大的身體相反，身手敏捷能使用風遁進行攻防一體的戰術，因此在戰鬥方面很強。抹除叛徒國利後綁架大名之子天道以勒索贖金，準備殺死試圖抵抗的天道的時候與趕到的慕留人發生戰鬥，最後被慕留人與天道的聯合攻擊落敗。被拘留在木葉進行審問的時候供述他曾經見過慕留人的右手上的印記，最終對佐助交代有關「殻」組織之關聯性的證言。此後被繼續關押在木葉警務部的牢獄中，一段時間後被卡卡西當作鍛煉慕留人修煉新螺旋丸的對手，在慕留人新製造的「壓縮式螺旋丸」的重擊之下再次落敗。
- 月夜（聲：竹田雅則）

狢強盜團的二把手，身材高大的男子，擅長雷遁以及獨特的月影之術，只能在月光下才能使用。受令進入鬼燈城刺殺從強盜團捲款逃亡的國利，一次刺殺沒成功後被關在禁閉室裡，只能靠收買形式利用其他囚犯與監獄職員幫自己完成任務。然而後來證實真正的月夜已身亡，出現在鬼燈城中的月夜實為証城寺用屍分身之術冒充而成。
- 國利（聲：臼井孝康）

草隱村的一位前會計，戴著一副眼鏡，不會任何忍術，雖然比較膽怯，但富有正義感。在不知情的情況下幫狢強盜團存錢，發現事情真相的他捲款逃亡，同時將強盜團的存款全部匿名捐獻給草隱村醫療基金。後來牽扯沿路搶劫和傷害罪而被關進鬼燈城，在獄中受到追殺而向木葉尋求庇護，讓慕留人一行人前來保護他。但即將逃生之際被冒充成月夜的首領証城寺吃掉，但死前還是交出的記載強盜團情報的筆記本。

## 鬼燈城
- 無常（聲：野島昭生）

草忍村大型監獄「鬼燈城」的城主，名字取自於西遊記里十八層地獄的陰差黑白無常。其家族幾世紀以來都是城主，會使用獨特的「火遁·天牢之術」束縛住囚犯的身體，使其無法逃出監獄範圍或使用忍術。但他患有心臟病宿疾，跟木葉村高層保持交情，這次協助慕留人一行人潛入鬼燈城執行臥底任務。一度病倒而使殘酷不忠的獄長鞭瓦奪下城主職位，導致慕留人一行人陷入絕境，但最後及時清醒，肅清鞭瓦的勢力後而重掌鬼燈城。
- 鞭瓦（聲：松本大）

鬼燈城的監獄長，神情冷酷、欺軟怕硬的彪形大漢，對囚犯非常無情。同時行事腐敗，瞞著無常在監獄裡幹著受賄與非法交易等等骯髒事。隨著無常突然病倒，他接替其位置而擔任代理城主，將國利視為污錢的工具。但因慕留人一行人的干預使他的計劃泡湯，走投無路下釋放月夜幫忙清理後患，卻被月夜背叛而近距離刺殺。
- 荒井（聲：鈴木崚汰）

鬼燈城的囚犯之一，與臥底時的慕留人和巳月同牢房，特征是一頭紅髮。表面上待人和善，給予慕留人不少幫助，但經常用金錢賄賂監獄職員獲取情報，以至於隨後被禁閉室中的月夜收買，秘密充當劊子手暗殺國利，但行徑最終被慕留人和巳月發現，竊取門禁卡一事暴露而被移送法辦。
- 鐮田（聲：北澤力）

鬼燈城的囚犯之一，與臥底時的慕留人和巳月同牢房，手腳輕快、虎頭虎腦，在外有一名重病住院的妹妹。一度發現慕留人是臥底的實情，但發現自己虧欠國利捐過款救過自己的妹妹而選擇隱瞞，導致他遭受鞭瓦暴打且關禁閉。但隨著城主無常重新掌權，他恢復自由而繼續服刑等待出獄之日。
- 毛玉（聲：黑田崇矢）

鬼燈城的囚犯之一，與臥底時的慕留人和巳月同牢房，高大壯碩，熱愛種花，沉默寡言，曾經試圖越獄卻“出賣”過獄友而遭受孤立，但實際上是被獄長鞭瓦陷害所致。而他善良且富有責任感的天性獲得巳月信任，最後營救即將被水淹死的紗羅妲而贖清罪過，同時暗中解除天牢之術而留在監獄裡種花。
- 德勞格（聲：小山剛志）

鬼燈城的囚犯老大，性格狡詐、喜歡仗勢欺人，消息最為靈通，但私底下其實貪生怕死，是靠與鞭瓦的聯繫而維持勢力。最後隨著鞭瓦之死，他從此在獄中失去影響力。
- 醫生（聲：石井真）

鬼燈城的醫療職員，在醫療區中工作，對待囚犯具有同理心。

## 殼
殼是由大筒木一式建立的秘密結社，其在組織裡以宿主慈弦為正面形象。組織內部由核心成員「內陣」為首、另外包含散佈在忍界各處、支持組織理念的外圍協力者「外陣」所組成（例如潛伏特工、陰謀家、間諜等等）；一方面是以完成「容器」為目的，另一方面是以培養十尾成為「神树」獲取「查克拉果實」。組織隨著多年的運行而累積巨大財富與政治影響力，其中科技水平已遙遙領先各大忍村，而幻術通信、克隆技術、改造人、加上「容器」本身亦是組織的科研成果。當一式生命消亡後，殼便由僅存的內陣科德獨掌大局。

#### 內陣
- 德爾塔（聲：桑島法子）

「殼」的內陣之一，名字取自希臘字母排行第四的「德爾塔」。金色波浪發的女性，平時身穿黑色斗篷，眼睛有著獨特的紋狀。作為出自於雨戶的首個克隆人，額頭上印有羅馬數字「Ⅰ」。
肉身原是雨戶的已故女兒三途通草之複製人，即使得到本尊的長相與記憶，但性格與意識方面卻與本尊判若兩人。無論是說話或態度都尖酸刻薄，瞧不起其他人，並且是脾氣暴躁、易怒的急性子，使她會隨時隨地靠殺人來洩憤。身體是科學忍具構造，擁有相似於川木的分裂能力，雙手和雙腿均可以自由改變身體形狀攻擊敵人。眼睛能夠吸收各種忍術、包括可以發射出能破坏任何再生術的鐳射線。
奉慈弦的命令奪回川木，找到他身在木葉村的位置後跟鳴人交涉，強大程度令鳴人陷入苦戰。右眼雖然可以吸收忍術，但由於吸收的能量有限，最後因吸收過多超載而被鳴人用「超·大玉螺旋丸」擊敗。情急之下，她將意識保存在無人機中，回去基地啟用備用的身體繼續行動。後來一度打算阻止準備叛逃組織的雨戶，但準備做出阻攔之前，被雨戶的口述停機指令而瞬間停機。
僅存的備用身體被雨戶帶至木葉村進行升級，經過變更程序轉而聽命於「守護木葉村」的指令，就此變成木葉村的強大盟友。唯獨看到艾達會臉紅心跳，且會不由自主地服從她的命令。
- 果心居士（聲：中村悠一）

「殼」的內陣之一，名字取自江戶時期的同名奇人異士果心居士。戴著面具、行事神秘、殺伐果決的白发中年男性，雙眼角下方各有的兩條黑紋組成羅馬數字「Ⅱ」。
身體是科學忍具構造，在組織內部充當執行者以及“間諜”。擅長螺旋丸等各種高等忍術，通靈獸為一隻巨大的蒸汽蛤蟆，絕技是製造出永不熄滅的「三昧真火」。面具之下的真實身份為木葉「傳說中的三忍」之一自來也的「複製人」，肉身是由雨戶以自來也為基因藍本所構建，繼承自來也會用的一部分忍術、記憶、思想、包括完美仙人模式。除此之外，他還得到預知各種可能會發生的未來之神術「十方」。
飛艇墜毀而向慈弦自告奮勇前去調查，趁機燒死與自己競爭的內陣成員維克多，任務途中還將回收容器卻落敗的外陣成員青一併抹殺。當準備殲滅在場的慕留人一行人時，卻因目睹慕留人手上的「楔」印記後產生新的想法，縱使慕留人與逃跑的川木交匯，從此脫離組織監視、躲藏在慕留人和川木身邊進行觀察兩人楔的進展，努力尋找打敗慈弦的方法。一直到目睹慈弦本人前來回收“容器”，由於已掌握對付慈弦的重要情報，因此立刻回去組織與盟友雨戶實施他們預謀已久的叛動。
安全護送雨戶前去木葉尋求庇護後，獨自留下來迎戰當時即將耗盡力量的慈弦。對戰期間召喚來自「火焰山」的天然火焰，將控制慈弦身體的大筒木一式逼入絕境，強制他以慈弦之身進行轉生。然而隨即面對一式的強大瞳術，臉上面具被輕易弄碎而露出真容。但一式的強大使他逐漸落入下風，最終落下失去左臂和雙腿的重傷。本選擇認命卻突然開啟「十方」能力而預知到即將發生的未來景象，意識到使命未結束而以逆向通靈術撤退至大蛇丸的一處舊研究所中養傷。
作為少數受「全能」影響卻察覺出記憶顛倒的人，一年後與背罪逃出村子的慕留人達成合作關係，為他講解所有真相後伸出援手協助他，決定聯手制止「殼」遺留的十尾吞噬星球。
- 勃羅（聲：三宅健太）

「殼」的內陣之一，總是沾沾自喜、有著肌肉與小鬍子的男人，是一名具有號召力的邪教領袖，帶領打著人道援助為旗號、崇拜大筒木一族的邪教團「大筒木教」，臉上印有羅馬數字「Ⅲ」。
全身同樣是科學忍具構造，擁有無限再生能力以及熔遁血繼限界。喜歡自稱是「救世主」以及「被神選中之人」，習慣以“裝神弄鬼”的形式操弄人心，因此在忍界各個角落均有眼線。利用「殼」的技術製造出一種能致人癱瘓的病毒，會在選定的區域釋放病毒、造成民間瘟疫後再以「救世主」的身份現身“拯救”村民。以如此的騙術誘惑不少人入教，同時也會將一部分年輕成員送往「殼」當成容器實驗品。
在慈弦擊敗鳴人並將其囚禁後負責前來看管，因此與慕留人小隊正面交鋒，當他身體的科學忍具核心被紗羅妲用剛學會的千鳥摧毀後，開始因科學忍具失控而巨大化變成怪物形態。最後暴走重傷第七班時，使慕留人體內的楔印記首次覺醒，遭到被“桃式”短暫佔據身體的慕留人當場用大型螺旋丸消滅。死後遺留的教團也被慈弦視作必須剷除的威脅，一部分教徒被木葉丸和祭聯手救出，其餘人因為深陷其中而被德爾塔殲滅。
- 慈弦（聲：津田健次郎）

「殼」的首領，在組織中被稱呼為「殿下」，遭大筒木一式寄宿千年的「容器」。身體是科學忍具構造，下巴處印有「楔」印記，左眼下方印有羅馬數字「Ⅳ」。
千年前曾是一名修行僧，然而被瀕死的大筒木一式侵佔住身體和意識，從此便由一式壓制其身體主導權；但本尊意識依然存活在腦中，但僅僅是作為無法控制身體行動的“旁觀者”。其真面目與存在一直不為人知，飼養著一條十尾幼體的尾獸，準備將牠培養成另一棵「神树」。這段期間為自己準備新的轉生容器，買下川木對其打上「楔」印記、細心將他培養成“大筒木族人”。直到運送川木的飛艇墜毀在火之國，使木葉村最終發現組織的蹤跡和存在，連川木都被帶回村子受到監視。
得知除了川木以外，慕留人身上留有桃式的「楔」印記後感到十足好奇，不久後以楔所製造出的時空間忍術闖入鳴人家中展開突襲。在與鳴人和佐助的戰鬥中以壓倒性力量取勝，卻也損耗過重而返回基地治療。充能還未結束就面臨果心居士叛變，知情組織機密情報的雨戶則跑到木葉尋求“庇護”，跟果心居士對峙乃至對戰過程中消耗完全部力量，身上的楔印記則自動開始轉生過程，最後身體被復活的一式徹底取代。然而隨著一式生命最終消亡，使他的身體隨之化為塵土而得到安息。
- 三途雨戶（聲：大塚明夫）

「殼」的內陣之一，戴眼镜的白发中年男性，姓氏取自三途川。身為一名天才科學家，在殼組織裡擔任研究開發的負責人。知曉組織的一切內幕，也是少數知情慈弦的真實身份的人。
女兒通草於12年前因不明疾病而死，即使絞盡腦汁、甚至動用克隆技術試圖復活女兒卻是徒勞無功。絕望之餘被慈弦吸收，以復活女兒的條件配合慈弦完成獲取「查克拉果實」之目的，靠組織奪取的科學忍具情報，將其改造運用在所有組織成員的身上，女兒的克隆體則變成女性內陣德爾塔，但同時也秘密在所有人體內加裝「緊急停止」開關，只能以自己的口述指令啟動。
表面上對慈弦唯命是從，但慢慢意識到一旦繼續配合組織則會使忍界毀滅，加上深感慈弦不會兌現與自己的承諾，因此跟果心居士聯手謀劃叛動。等到慈弦對付完鳴人和佐助後幾近耗盡力量時，在果心居士的掩護下帶上必需品，跑到木葉村外圍尋求“庇護”，這段期間靠炸彈項圈挾持鹿代作為保險手段；實際上是靠假項圈來演戲。庇護被勉強批准後，他向鳴人一行人以及在外的慕留人和川木透漏組織的內幕，以及有關大筒木一族的具體歷史和起因。同時跟正在對付次元的果心居士“裡應外合”，靠一隻偵查青蛙監控兩人的打鬥情況，最終供述慈弦的真正身份為本應在千年前死去的大筒木一式，並告知必須盡全力阻止一式靠川木的身體來進行轉生。
一式死後加入方助的科學忍具班，在村子的監視下展開新的研究工作，並為川木造出新的右臂。出於復活女兒的私人目的，他偷偷為川木重新植入作為“純粹力量”的楔印記、包括保險措施。
- 維克多（聲：長島茂）

「殼」的內陣之一，一名拄著拐杖、右眼戴獨眼罩、右腿裝著木頭義肢的老者，身為位於谷之國的大型醫療公司社長，擁有龐大資源與財力才當上內陣一員，左鬓角上方印有與他名字相同的羅馬數字「Ⅴ」。
身體在第四次忍界大戰時落下殘疾，因此執迷於開發「人體再生術」。表面上年老體虛卻深藏不露，卻擁有快速自如的體術和行動力，全身同時為科學忍具構造，因而掌握全五種查克拉基本性質，必要時身上會長出另外兩隻備用的「巨手」。
為人老奸巨猾，為達目的不擇手段。由於在組織中不受重視和信任，長期與迪帕共謀而瞞著組織自行其是，企圖用現有的科學技術、外加源自大蛇丸的廢棄研究所內發現的柱間細胞樣本，來培養出人工神樹來獨享果實、獲得力量。所造成的人員傷亡與騷動而吸引第七班前來調查，使他的企圖最終曝光。後來所種出的神樹證實是虛有其表的“冒牌貨”，不但沒長出查克拉果實，連他自己都一起被神樹吞噬，直到神樹被前來協助第七班的大蛇丸熔毀，才讓他僥倖逃生。
身體從此面臨日漸虛弱，準備奪取領袖慈弦的重要「容器」加以威脅。然而費勁心力試圖搶走容器卻因運送飛艇“意外”墜毀而丟失，全盤皆輸之下徹底失去組織信任，最後被果心居士用三昧真火活活燒死。
- 科德（聲：寺島惇太）

「殼」的內陣之一，名字取自「代碼」，外表有紅色卷曲頭髮的男性，是大筒木一族的崇拜者，在組織中是少數知情慈弦真實身份是大筒木一式的人，右眼下方印有羅馬數字「Ⅵ」。
多年前曾作為容器的候選人，卻因移植過程“失敗”而獲得一顆不完整的白色楔印記。這讓他擁有深不可測的詭異力量，僅能靠雨戶在其體內加裝的“限制”作為壓制手段，因此只有必要時才會出手。當使用楔力量時，雙手會形成長爪，會在所經過之處留下以自身血液中的鐵質所構成、實屬神術之一的「爪痕」。而爪痕遍佈之處亦是他的勢力範圍，能夠進行類似飛雷神之術的自由來回移動，可用來進行閃避、攻擊或生擒對手。
在組織發生叛動後成為最後的內陣兼一式僅剩的忠誠者，負責看管十尾的他等到一式生命結束，靠手上的楔所現形的一式靈魂得知所有經過，正式繼承一式的遺願與意志。此後開始獨當一面，開始回收散播各地的組織重要資源準備實施復仇，招收由雨戶所制造的兩名強大改造人艾達和迪蒙姐弟，即使大部分時間聽從艾達指示。正要幫艾達帶回離村的川木時卻遭到慕留人、鳴人與鹿丸阻攔，激烈的戰況導致川木體內由雨戶植回的楔被重新激活，導致他一時無法跟重獲力量的川木抗衡。
逃走後靠在鹿丸身上留下的爪痕得以入侵木葉，這次帶出艾達奪下局勢，擄走雨戶而替自己口述指令解除限制。力量解封使頭髮變為白色，雙瞳變為鮮紅，然而在處死雨戶這一決定上與艾達發生衝突乃至決裂，由於一時敵不過速度與力量更勝一籌的戴蒙，最後帶著唯一的盟友巴格逃跑，意圖獨自實行大筒木化的計劃，並發誓會摧毀川木所愛的一切作為復仇。當艾達發動「全能」互換慕留人和川木的身份後，使他同樣受影響而將目標轉移到慕留人身上。
長期下來透過爪痕將龐大的十尾分成數千隻體積較小、卻擁有同等力量的分裂體「爪垢」，以此組建方便自己控制。在接下來的一年期間曾偷襲過慕留人與佐助，過程中被佐助拼死砍瞎左眼，更是造成佐助被一隻爪垢吞噬而困於神樹。兩年後操縱一部分爪垢入侵木葉村，以此成功引出慕留人，然而未預料到慕留人兩年來變強的實力，導致他被螺旋丸「渦彥」正面擊中，身體無法承受“天旋地轉”而利用一隻爪垢穿越回十尾處，卻也使慕留人使用飛雷神之術尾隨而來。同時因為長期對十尾的改造而使其發生異變，造成四名具有自我的「神樹人」隨之而來，深知自己無法再控制局面，趁慕留人牽制住人神樹的過程中利用爪痕再次逃跑。
- 迪帕（聲：柿原徹也）

「殼」的內陣之一，長著紫色長髮與橘紅色眼睛的高大男子，一名乖戾殘暴的好戰分子，亦是身體具有強大韌性的近戰高手，雙眼下方印有羅馬數字「Ⅶ」。
草菅人命、喜好美食的他將作戰視為狩獵，尤其喜歡看獵物「絕望」的表情。身體為科學忍具構造，除了會用破壞力驚人的雙拳攻擊以外，還能自由控制空氣中的碳而攻守兼備，習慣靠製造方塊快速攻向對手。
由於行事過於放肆而在組織中不受信任，平時跟在維克多身邊擔任執行者，協助他前去默之國奪回柱間細胞，過程中以壓倒性實力打敗雲忍小隊以及第七班。他的強大程度縱使第七班集體努力修煉跟他再戰，在維克多發動神樹過程中再次決戰前來制止危機的第七班。最後神樹被毀使他想「享用果實」的目的落空，狂怒之下以最堅硬的形態最後一搏，然而身上附的鎧甲被慕留人以及他的同伴聯合施展的「超高壓縮螺旋丸」擊碎，落敗之下被屋頂塌下來的巨石砸死。
遺體被維克多趁亂回收以防止暴露身體構造的機密，而保留記憶的頭部後來被雨戶再生出來，用來拷問出維克多的背叛行為，招供完後被徹底銷毀。
- 王牙（聲：松本沙羅）

「殼」的內陣之一，長著一頭黑色披肩長發與鮮紅雙瞳的少女，原是由雨戶進行過身體改造的第八個內陣成員，本性不壞、非戰鬥型的她在組織中以強化的頭腦協助雨戶的科研工作，額頭上印有羅馬數字「Ⅷ」。
長期負責幫雨戶深入探究「人心」，使她對人類的「慾望」相當癡迷，曾意圖調查慈弦的心而不慎將其激怒，以身體重要部件被摧毀的代價下叛逃出組織。此後身體狀況開始惡化且每況愈下，為了尋回幾近喪失的求生慾望而設計出一系列與生死競技有關的“社會實驗”（實為虛擬幻術世界），藉以考驗參與者們在困境之中的求生意志。在實驗中會操縱一名怪老頭傀儡（聲：山口勝平）作為形象代言，而她自己則化名「八目」加入實驗得以近距離觀察。
靠四處擄人而見識過形形色色的生存手段，直到被參與進實驗的慕留人頻繁拯救其他人的方式所感化，在實驗最後向慕留人揭示自己的身份後本打算自盡，但仍然被慕留人奮力救回現實，被慕留人的話而重新激起求生慾望。自願將慕留人等所有被囚禁的參與者平安釋放出幻術作為贖罪，從此洗心革面而踏上尋找夢想的全新旅程。

#### 外陣
- 青（聲：西前忠久）

「殻」的外陣之一，前霧忍者村的忍者，俗稱「白眼殺手」。原本是第五代水影·照美冥的親信，在第四次忍界大戰時擔任感知部隊隊長，但當敵人操縱十尾炸毀忍者聯軍本部時，爆炸殘骸中僅他一人僥倖生還。
在木葉醫院昏迷數年後才清醒，失去右眼、左手和左腿的他靠方助製作的機械義肢加上多年復健以恢復生活機能。隨著戰爭結束，他告別忍者生涯而遠居世外，從沒有回去過故鄉。對自己失去忍者能力的現況深感絕望之下被「殻」組織吸收，受維克多協助而在身體上下加裝武器並以外陣的身份行動，並藉由向方助施加幻術以竊取科學忍具的情報。
如今深受果心居士信賴而奉命去奪回丟失的容器，因此跟當時發現墜毀飛艇的木葉丸以及第七班正面交鋒，操縱大量作為致命武器的科學忍具而讓眾人無法應對，直到被慕留人設局偷襲、摧毀義肢之下落敗。但之後被慕留人寬恕進行勸導，開始思索自己是否選錯道路，然而卻目睹果心居士召喚出巨大蛤蟆準備殺死他和慕留人，在關鍵時刻醒悟並使出水遁忍術沖走慕留人，但他自己則死於蛤蟆的腳下而喪生，死後由慕留人一行人埋葬。
- 我婁（聲：田尻浩章）

「殻」的外陣之一，身體加裝大量科學忍具武器的大漢，曾經與川木共同在加入殼的試煉中活下來，由於失去雙臂而加裝機械臂。一度被首次覺醒楔的川木打爛下巴、頭上也留下永久性傷痕。生性暴力、富有野心，對殼極為忠誠。遵照德爾塔的指示追捕川木，打算藉此功名利祿加入內陣。但由於川木的楔跟在場的慕留人產生“共鳴”，使過於的他被力量飆升的川木當場轟爛身體致死。
- 唐野辛史（聲：谷山紀章）

「殻」的外陣之一，雨忍村的戰爭孤兒，家園因戰爭沒落後對肆意開戰的大國心懷怨恨，自願為藏於地下做“實驗”的殼組織擔任看守、抹除證人。當他沒能殺死前來調查的佐助和祭時，選擇自刎而保護組織的秘密，最後埋入崩塌的地下實驗所中。
- 雁首煙管（聲：岡井克升）

「殻」的外陣之一，但卻是一名臥底在組織內的木叶暗部，隸屬「五大國共同搜查小組」，已調查組織很長時間，與木葉丸一起出過任務因而熟悉慕留人。負責調查與殼有關的「迷宮」生死實驗過程中，因好友一去不回而決定獨自深入虎穴，偶然與慕留人共同在各個實驗中生存，一直都沒有洩露自己的臥底身份。最後察覺出迷宮實為幻術的真相而協助慕留人脫離，藉由他成功打破幻術而逃出生天。
- 巴格（聲：山崎巧）

「殼」的外陣之一，名字取自電腦術語「程序錯誤」，身為勃羅的下屬，負責幫他看管收藏「改造人」的雪之國秘密設施。身材矮小、無攻擊力，並且貪生怕死，總是一副膽顫心驚的樣子。在科德接替組織領導權後，為了保命而忠誠於他，曾試圖告誡科德關於啟用艾達等改造人之危險性，但都沒有被採納，對於身邊的科德、艾達和戴蒙也是敢怒不敢言。而當科德與艾達撕破臉時，被科德強行救走而成為他唯一的盟友。
原本只能坐在一旁觀看科德以爪痕來建造「爪垢」大軍，但隨著爪垢不斷進化，與一隻爪垢的接觸使他直接被吞噬。本尊困在神樹中的同時，查克拉被覺醒的十尾化為其中一個「神樹人」。

#### 改造人
- 艾達（聲：花澤香菜）

「殼」的改造人之一，名字取自愛達·勒芙蕾絲，有著一頭藍色加一點粉色的長發的高挑女性，給人一副妖艷、神秘的氣質，能夠無意識地讓周邊任何人淪為對她“唯命是從”的「俘虜」。
擁有從已故大筒木芝居身上移植得來的「千里眼」瞳術，能在一瞬間「看見萬里以外的事物」；但能力只限於過去及當下發生的實況，並不具備預知能力，而瞳術弱點在於無法看到自己16年前出生前的事物、任何形式的精神對話、以及肉眼不可見的招式。另外包括同樣源自芝居、足以改寫現實的「全能」神術；曾靠施展該能力而讓自己获得「蠱惑」人心的特殊能力，不限年齡性別、任何中術者都無法違抗或是傷害她，而能力唯獨不會對她的血親以及大筒木一族起作用。
內心同時渴望得到一般人所擁有的戀愛關係，長期對川木抱有愛意，與科德建立合作關係的同時，囑託他將川木帶到自己身邊。然而由於科德持續對川木施壓，久而久之感覺到科德會對自己的目的造成阻礙，協助他解除能力限制後就此劃清界線，陪同雨戶共同加入木葉村陣營，同時滿足與川木“共居一室”的願望。之後在川木為了殺死慕留人而選擇與眾人為敵時，前去向川木伸出援手時受其內心慾望的影響，不經意地再次發動全能而互換川木與慕留人的身份與立場，導致慕留人背負著莫須有的“殺害火影”罪名而逃跑出村。當下由於受川木威脅而選擇配合他，但受愧疚驅使而跑去向慕留人道歉，並答應不會洩漏他的行蹤作為補償。
- 戴蒙（聲：花守由美里）

「殼」的改造人之一，名字取自電腦術語「守護進程」，有一頭短髮及外穿紅色連帽衫的少年。艾達的親弟弟兼守護者，長相與姐姐艾達相似。表面上是一名古靈精怪的男孩，然而戰鬥時卻會展現出一副乖戾兇殘的樣子。
身手敏捷、體術強悍，與姐姐艾達同樣從已故大筒木芝居身上移植而得到不同能力。能無意識地將對手的任何攻擊在一瞬間施加在對手自己身上的「反射」能力；即使在許多情況下，他必須用雙手觸碰到對方才能生效，但若是對手殺氣越強、反射效果則越大。

## 大筒木一族
一群來自遙遠星系的「宇宙族群」，對地球上的人類而言宛如「神明」。千年以來，大筒木「本家」成員以“兩人一組”的形式，遊走至宇宙各地、在選定的星球上投放「神樹」（由十尾所演化而成），為他們吸取星球的自然能量來種出「查克拉果實」，完成後前往下一個星球重複過程；而地球作為其中一個目標星球，但隨著輝夜千年前首次降臨至地球，乃至“背叛”家族，進而促成忍界開創，並把查克拉帶入這片世界，進而引發大筒木一族與人類的鬥爭。
- 大筒木輝夜（聲：小山茉美）

忍界和查克拉的始祖，原型參照輝夜姬。千年前降臨至地球的一片竹林中，起初單純的她見識到人性醜惡而墮入黑暗，吃下原本要獻給家族的查克拉果實，成為人類至高無上的統領，同時擔心家族會制裁她而秘密備戰。統治一段時間後因過於孤傲、處事極端、不近人情，最後受兩個兒子羽衣和羽村背叛，被兄弟倆聯合施展「六道·地爆天星」而封印形成月亮，從此進入永無止境的封印狀態。直到千年後的第四次忍界大戰尾聲時重見天日，但在對戰羽衣的兩個後裔鳴人和佐助時被再次封印。
- 大筒木舍人（聲：福山潤；台灣配音：何志威）

大筒木一族的後代，名字取自舍人親王。身為羽村的後裔，飽受千年孤獨的他曾經迷上雛田不肯撒手，將她稱為「白眼公主」。在13年前的月球事件時與鳴人一行人的戰鬥中落敗，後來才得知自己曲解祖先的遺願，即使得到雛田諒解，但因懊悔自己行徑之下而抱著贖罪的心態，獨自留守月球、作為「觀察者」以繼續守護地球，同時賦予雛田的兒子慕留人一部分「大筒木的力量」。現今預感到其他大筒木族人即將降臨地球，深知自己虛弱的身體將無法阻止接下來的衝突，於是透過夢境來警告慕留人以及喚醒他的「淨眼」。隨後在身體虛弱的情況下與抵達地球的浦式發生衝突，卻被浦式石化而凍結時間一萬年。
- 大筒木桃式（聲：浪川大輔；台灣配音：何志威）

隸屬大筒木一族本家，原型參照桃太郎與源義經。頭部有兩個朝前彎曲的角，與輝夜一樣有殿上眉以及雙眼都是白眼，雙手手掌均有輪迴眼；右手的輪廻眼能吸収對方的查克拉以及忍術，然後左手的輪廻眼能使用放出被增幅的忍術。身穿和風貴族的服裝以及纏繞著羽衣，腳穿著木屐的容貌端正的男子，有著一副居高臨下的傲慢個性，將其他人為「低等生物」。
輝夜再次被封印的16年後，為了收集散落各地的尾獸查克拉以便種植神樹，再吃掉用查克拉果實製成名為「仙丹」的藥物以實現長生不老，為此與僕從金式共同行動。從異空間穿越至地球，首先陪金式擊敗體內藏有八尾的殺人蜂，之後襲擊中忍考試會場捕獲鳴人，但躲回異空間吸取其查克拉時被佐助以及其他四影展開戰鬥，將金式化為丹藥吃下後與其力量結合而改變形態、實力暴增。原以為自己已無人能敵，但輕視慕留人卻也帶來代價，被他跟鳴人聯手形成的巨大螺旋丸擊中而消滅。
但即使肉身毀掉，死前還是在慕留人右手上打入“轉生”用的「楔」印記；經過長時間的“過程”，精神與意識時不時會佔據慕留人的身心來行動。由於多次對慕留人的同伴和家人造成威脅，縱使慕留人最終做出自我犧牲手段，為了不使自己的靈魂就此斷絕而被迫“棄車保帥”，將原本要為自己轉生用的楔數據供給慕留人而使他復生。雖然從此失去轉生的機會，但靈魂仍停留在慕留人體內，不但頻繁化作精神幻覺嘲諷慕留人的一舉一動，還企圖找準時機徹底操縱住慕留人的身體迎向自由。
之後一步一步誘導川木藉由艾達發動「全能」，導致慕留人淪為“殺害火影”的全民公敵，由此應驗「慕留人將失去一切」之預言。但即使如此，慕留人仍沒有對他屈服，因此還是沒能如願。
- 大筒木金式（聲：安元洋貴；台灣配音：陳幼文）

隸屬大筒木一族本家，原型參照金太郎與武藏坊弁慶。身為桃式的忠誠僕從，形象為身高超過兩公尺並留鬍子的彪形大漢，和桃式一樣雙眼是白眼，額頭有一個從右到左環繞的角，身穿類似空手道服的服裝，右邊的臉部用外套來包覆。戰鬥時除了自己所擁有的強大力量以外，還能將從背後釋放的紅色查克拉變成斧頭等各種武器的形態變化來自由操縱。與自己巨大的身體相反，速度快到能與佐助互相用劍來互鬥。與桃式一起來到地球收集尾獸的查克拉，但在異空間的戰鬥中，在水影與土影的聯手攻擊下處於劣勢，為了拯救桃式而自願化為丹藥讓桃式吃下去而與其融合。
- 大筒木浦式（聲：中井和哉；台灣配音：林協忠）

隸屬大筒木一族本家，原型參照浦島太郎。地位比桃式較低而稱呼他為「前輩」，實際上對桃式毫無尊敬之意。個性輕浮，陰險狡詐，被激怒時語氣會變得很粗魯。雙眼能使用白眼與輪迴眼這兩種瞳術，戰鬥時會使用查克拉形成的釣竿與魚籠，可以鉤住遠距離的敵人，並將對方的查克拉奪走後放置在魚簍中保存，得以使用查克拉原主人所使用的忍術。
接到大筒木本家的命令來探查輝夜的下落，過程中擊敗舍人後與桃式和金式會合，一同參與入侵地球的襲擊。在中忍考試途中開始四處搜刮查克拉，直到被我愛羅和長十郎聯手擊退而用時空間忍術敗逃。後來得知桃式身亡後大為吃驚，決定靠自己來回收地球的查克拉，由於無法敵對鳴人而開始朝其他尾獸下手。當抓捕一尾守鶴也失敗後，他取回被人類從大筒木遺跡挖出的時間移動寶具回到十幾年前的過去，決定找少年時期的鳴人下手。
然而慕留人和佐助一同穿越到過去阻止他，導致當時的鳴人以及其師父自來也一同加入戰局。最終掉進自來也的蛤蟆嘴束縛術陷阱而遍體鱗傷，靠吃下兩顆輪迴眼以及搜刮的所有查克拉後，出現跟桃式相似的形態轉化。力量劇增的他跟慕留人和鳴人背水一戰，卻面對他們兩人聯手配合彼此的力量所使出的螺旋丸，即便靠最強的絕招「天須波流星命·龍宮」對敵都無濟於事，最後被螺旋丸擊退至大氣層外而徹底消滅。
- 大筒木一式（聲：津田健次郎）

隸屬大筒木一族本家，但其存在一直不為人知，原型參照一寸法師。力量深不可測，頭部右側長有巨大犄角，右眼上擁有特殊紋路；能夠自如使用秘術「少名毘古那」縮小周邊及肉眼看到的任何物體，其中包含各種武器或是自己的身體，但無法縮小其他生命體。若千年前與輝夜搭檔，降臨地球負責守護神樹，但在某一刻受輝夜“背叛”而被她嚴重打傷並扔棄。而輝夜所不知道的是，瀕死的他將自身縮小鑽進當時距離他最近的一名修行僧體內寄生，得以慢慢掌控其身體主導權，因此大部分時間是以「殼」組織首領次元的身份行動。跟桃式一樣精通「楔」印記之重生步驟，但由於靠次元身體轉生將活不過幾天，因此瞄準川木作為新的「容器」。
然而緊接著組織內部被果心居士和雨戶聯手掀起叛動，對戰果心居士時被他召喚出的天然火焰燃燒殆盡，身上的楔印記自動利用次元的身體進行轉生。重生後力量飆升到前所未有的級別，僅靠右眼輕一瞟就能靠瞳術縮小物體、或是靠秘術「大黑天」將物體保存在“時間不流逝”的異空間。當時已來日不多的他將川木視為唯一活命的希望，但因川木身上的楔印記在不久前清除，只能決定爭分奪秒，擊退居士後立刻闖入木葉村奪回容器。
過程中被慕留人偷襲，被他用楔印記製造的傳送門掉進不明異空間，因此獨自迎戰鳴人父子以及佐助。戰鬥時揭露他會把作為桃式轉生體的慕留人犧牲給十尾、培養出完美的神樹，但在戰鬥過程中被鳴人拼死抵抗，使活不長的他偶然將川木靠查克拉“連結”而轉移至戰場。為川木打入楔後原以為自己取勝，卻被川木用所學的影分身之術誘騙，無以為繼之下隨著身體瓦解而結束生命。
- 大筒木芝居

大筒木一族的「神抵」，充滿神秘色彩的大人物，身為「神術」（忍術的來源）的使用者，無需結印即能排山倒海，數千年來不斷地靠吞食查克拉果實以及「楔」轉生而持續進化。如今雖已在某個時間段中因“不明原因”死去，然而遺體仍然保存下來，其中兩種能力「千里眼」及「反射」由雨戶分別移植給艾達和迪蒙姐弟。

## 神樹人
神樹人是一夥由神樹（十尾）本身演化而成的強大類人生物，原先是一頭被「殼」關在異空間中的十尾幼體，再經由「殼」的殘黨科德利用神術「爪痕」製造出的分裂體「爪垢」，經過三年的時間獲得自我意識而脫離科德掌控且獨掌大局，每一個都擁有強大實力、且都得到遭神樹吞噬的人們之形象與查克拉。體內擁有名為「棘魂」的不明核心，只要棘魂完好無損，便能夠靠神樹的根部無限再生，但同時也能解救出困於神樹的本尊。
- 十羅

神樹人的首領，被認為是十尾本身化為人的形象。殺伐果決，冷血無情，富有求知慾，對所在的世間萬物充滿好奇，將現任九尾祭品之力·漩渦向日葵視為吞噬目標。實力深不可測，具有能同時抗衡慕留人與川木的戰鬥實力。
- 左

擁有宇智波佐助之形象的神樹人，會使用佐助擅長的雷遁忍術，將其女兒紗羅妲視為吞噬目標。

擁有風萌黃之形象的女性神樹人，會使用萌黃擅長的土遁忍術，將萌黃一直抱有感情的木葉丸視為吞噬目標。受本尊萌黃的影響，對木葉丸反而持有戀愛感情，因此得知她心儀別人後被激怒，剛要殺死木葉丸時被慕留人用螺旋丸消滅。
- 蟲

擁有巴格之形象的神樹人，看似沒有實力，卻能逆向感覺到正在使用千里眼的艾達，同時將艾達視為吞噬目標。
- 粒

擁有新木之形象的神樹人，能自如使用新木的砂鐵能力，將新木最重視的義父我愛羅視為吞噬目標。與祭在風之國荒漠尋找慕留人與果心居士下落，與紗羅妲一行人交涉決裂，期間給夜土造成致命傷，但也成為紗羅妲首次運用萬花筒寫輪眼的催化劑，最後紗羅妲使用其專屬技能「大日孁」消滅。

## 其他人物
- 宇智波信（本體）（聲：檜山修之；台灣配音：何志威）

大蛇丸早期遺棄的宇智波實驗體，能使用寫輪眼以及萬花筒寫輪眼，擁有操縱金屬武器和物體的瞳力，但必須先打上特殊標記才能操縱。形象為身體前後都植入寫輪眼的禿頭男子，右臂早先被大蛇丸交給志村段藏來移植寫輪眼。身為人造實驗體的他對於宇智波一族懷有崇敬感，尤其仰慕宇智波鼬，卻也仇視身為鼬弟弟的佐助，發誓會消滅他來重啟「曉」組織。他同時也有發動戰爭來達到“物競天擇”的目的，嘲諷「和平會使人脆弱」。用牙齒等身體細胞培育出大量自己的複製體，將他們全部視為“兒子”，然而對他們沒有兒女之情，必要情況會用他們來擋刀。在跟佐助一家的決戰中身負重傷，以至於淪為「無用」被自己的複製體們以淘汰的名義殺害，最後擁有的小型分身也被不久前覺醒寫輪眼的紗羅妲一拳打爛。
- 宇智波信（複製體）（聲：富樫美鈴；台灣配音：曾允凡）

一群由宇智波信用牙齒等身體細胞培育出來的複製體，都是長相幾乎一樣的小孩姿態，只有一點智商，對於父親的命令絕對服從。對信而言如同具有利用價值的戰士，遺傳到其思想、寫輪眼以及萬花筒寫輪眼。而在必要情況之下，他們只身為信用來更換器官的“捐贈者”。在與佐助一家的戰鬥中，全體目睹父親遍體鱗傷後，認為他已無用而一致背叛殺害他，還展示他們已秘密製造出其他更多複製體。最後集體恐懼鳴人體內的九尾力量而棄械投降，由鳴人託付給藥師兜的孤兒院照顧。
- 白夜團

一群自稱「義賊」的盜賊集團，實際上是透過引發村內鬥爭來趁火打劫，集體披著斗篷、戴著貓頭鷹面具，專門喜歡搶奪富人的稀有物品再以高價賣出。
- 月光（聲：稻田徹）

「白夜團」的首領，來自雪之國，心狠手辣、慣偷不爽的他準備往其他國家下手。擅長靠幻術及咒印來操弄人心，這次盯上方助的科學忍具藍本卷軸。一段時間下來在木葉村引發號稱「白色正義」的反資本家遊行，用幻術咒印操控示威隊伍中的一部分村民，將其作為佯攻而成功盜取到方助的藍本卷軸。搭乘雷車逃亡過程中拋棄同伴，準備自己遠走高飛獨享榮華富貴，但被鳴人在半路上截住抓回去，最後被木葉警務部收押。
- 龍葵（聲：小林裕介）

白夜團中的一位少年，來自雪之國，擁有冰遁血繼限界。從小父母被月光所殺，但被月光修改記憶後成為他的得力幹將，多年來不知道自己認賊作父。在木葉村探查情報時認識鹿代，跟他成為一對極有默契的棋友，但作為白夜團一員的身份最終被他發現，只能跟鹿代劃清界線跟從月光。陪他搭雷車逃亡時被鹿代和慕留人截住，身體被月光用咒印加以控制，使用冰遁忍術發動攻擊，但最後被鹿代所勸服，跟著白夜團全員一起被收押，在獄中持續跟鹿代用書信往來作為答謝。
- 鳥坂（聲：子安武人）

鳥類學者，無論是興趣以及為人都十分怪異，在由重吾所引發的鳥類暴走事件中現身，在慕留人身邊擔任專家。然而後來證實他身為咒印暴走事件的幕後主謀，發現重吾的咒印能武器化的作用而癡迷，跟偽裝成川之國調查人員的叛忍聯手，打算透過即將迁徙的鳥群將咒印大範圍擴散。自身嘗試咒印力量而變成醜陋的怪物，然而挑戰發瘋的重吾時被他當場碾壓而慘敗。他的陰謀被慕留人一行下忍化解後，最後被水月、香燐和重吾鎖入箱子裡帶回音忍村處置。
- 小桃、莎莎（聲：田丸篤志（小桃）、井口裕香（莎莎））

鳥坂身邊的兩名隨從，一對行事野蠻的兄妹，均是他的咒印實驗體，只能靠脖子上的項圈進行咒印化。兩人分頭作戰對抗紗羅妲以及第十五班，但最後都被對方以聯合戰術擊倒。
- 宵村檸檬（聲：藤田咲）

蒞臨木葉村旅遊的可愛女孩，居住在火之國盡頭“橙村”舊家的千金，戴著防止失去記憶的簪子。雖然是大小姐，但性格天真爛漫，喜歡吃酸的食物，第一次吃了博人點的超酸檸檬漢堡後愛上這款食物，於是決定木之葉忍村住下來。經過與博人和木之葉丸一天的相處，似乎與木之葉丸生出情愫，並表示對於木之葉丸的口頭禪“這個”非常可愛。然而她的身份是將吞噬人類記憶的妖怪·走馬封印起來的巫女枸櫞的後代，左手有被走馬詛咒的刻印。被走馬奪走記憶是一個經年累月的緩慢過程，不過為了保護承受詛咒的女子，檸檬的髮簪作為所流傳下來的唯一封印物品。最後體內的走馬被木葉村成功封印，但她也因此失去對木葉丸的種種回憶。
- 明月柑橘（聲：間島淳司）

檸檬的遠方親戚兼未婚夫，從小對她一見鐘情，但也容易為他人著想，但也一度被走馬附身。
- 淺木（聲：大澤洋子）

宵村家的家政婦，檸檬的侍從，具有愛心和同情心，同時能觀察到被附身的柑橘行事詭異。
- 枸櫞

檸檬與柑橘在400年前的祖先，是400年前在橙村毀滅的危機中將怪物「走馬」封印到自己的身體的巫女。自己也因此失去過去的記憶，其後代也分成宵村家與明月家這兩個家族。
- 五條、砂子（聲：山口太郎（五條）、桑原由氣（砂子））

居住在風之國村外的一對父女，一度營救朝佐助的方向行進卻脫水的慕留人。然而五條因自己居住的村子在第四次忍界大戰時被毀，對忍者懷有敵意，直到慕留人幫他們父女擊退襲擊他們田地的賊後才對其改觀；父女倆之後還收留為躲避浦式而前來避難的慕留人和新木。
- 米雅（聲：長妻樹里）

居住在谷之國的女居民，丈夫身為維克多手下的研究員，其因接觸到柱間細胞而在野外失去音訊。為了找回丈夫而四處奔走，無果之下只能委託木葉的第七班協尋，也是因她的關係而讓木葉一步一步查獲維克多公司的黑幕。後來被公司告知丈夫的死訊，但在慕留人的告知下才得知全部真相，後來在第七班於公司制止神樹時目睹維克多的真面目，認清事實的她決定幫忙指證對方的罪行。
- 結比奈（聲：平田宏美）

火之國邊境一家小診所的女醫，待人有一種陰森感，喜歡聽患者的慘叫與悲鳴聲為樂趣。但她有著高超醫療忍術，僅憑握手就能讓患者痊愈簡單的外傷。跟麥野是舊識，在巳月被柱間細胞感染時照料他，同時從他體內的免疫系統中研製出相對抗體。
- 朝方、昼方、夕方、夜方（聲：星野佑典（朝方）、澤城千春（昼方）、大野智敬（夕方）、赤羽根健治（夜方））

來自霞之國的四胞胎兄弟，都在孤儿院長大，對收留他們的霞之國懷有感激。每人耳朵上會佩戴標誌耳環，並且都會使用獨特禁術，但都是以生命為代價。來到默之國準備奪取柱間細胞，以變化之術喬裝成酒女接近霧崎來打探情報。行動過程中受到慕留人一行木葉忍者干預，夜方做出自我犧牲打開浮囚城結界，其餘三人奪走柱間細胞、再賊喊捉賊來爭取逃出默之國的時間。然而逃亡一路上連續受到木葉、雲忍、以及殼組織成員追擊，夕方也因發動禁術阻攔追兵而犧牲，昼方最後也死於迪帕之手。僅剩一人的朝方自責自己害死弟弟，同樣犧牲自己發動自爆禁術，即使最後還是沒能殺死迪帕，但仍然為慕留人一行人製造逃跑時機。
- 霧崎（聲：木内秀信）

前霧忍者村醫療忍者，因進行過違反醫學倫理的實驗而逃亡出村列為通緝。由於是對柱間細胞有過見解的專家，這次受默之國浮囚城的城主僱用而蒞臨默之國，會面前被慕留人一行木葉忍者抓去拷問情報，供述完事情後於囚禁期間被人尋獲。
- 片原、古奈（聲：稻瀨葵（片原）、八木侑紀（古奈））

生於默之國的一對孤兒兄妹，為了生存只能以偷盜為生，平時與其他孤兒居於無人出沒的下水道區。然而古奈不幸被抓去當作柱間細胞的實驗品而受感染，隨後被哥哥片原寄託在結比奈的診所救治。片原則回去默之國繼續靠偷盜來籌集妹妹的治療費，直到遇見慕留人一行人。緊接著古奈因巳月的抗體而得到救治，片原因此協助慕留人一行人出逃並提供所需情報作為答謝。
- 祈（聲：山田奈都美）

一名年輕虔誠的女信徒，隸屬由勃羅帶領的崇拜大筒木的邪教一員，因家境貧困、罹患絕症而絕望的她輕易受勃羅矇騙，跟在他身邊服侍長達兩年。一直以來對勃羅是「救世主」以及「被神選中的人」的歪理邪說感到深信不疑，長期說服不少與她有過相似經歷的貧民入伍，還拒絕聽從冒生命危險前來救她的親哥哥勸阻。而當勃羅死後，她與整個教團被殼組織視作威脅而面臨被剷除，一無所有且執迷不悟的她與一部分虔誠信徒共同在德爾塔的破壞中喪生。

## 尾獸

### 九大尾獸
世間擁有龐大查克拉的九隻妖獸，依次有不同的尾巴數量及不同的查克拉性質。起初是由「六道仙人」大筒木羽衣將龐大的十尾之查克拉“一分為九”而誕生，戰國時代過後集體被初代火影·千手柱間分配到忍界五大國，作為簽訂和平條約的條件，維持彼此實力均衡。從此被各村當作軍事力量，後來更是因為「曉」的行動而再次融為一體復活十尾，但在忍者聯軍的努力奮戰下，九隻尾獸隨著忍界攜手同行而集體恢復自由。
- 守鶴（聲：岩崎博；台灣配音：江志倫→陳幼文）

九隻尾獸當中的「一尾」，設計靈感源自日本傳說《分福茶釜》，是一隻擁有一條大尾巴的土黃色貍貓。自古以來便是砂忍村的主要戰力，但千年來被人類所利用而憎恨著人類，在直到第四次忍界大戰之後恢復自由之身，獨自回到風之國的沙漠中生活。與以前的祭品之力我愛羅以「朋友」關係而繼續保持聯繫，有時提醒我愛羅關於潛在的威脅。之後成為大筒木浦式想要捕獲的目標，為了防止被感知到查克拉而將自己封印到茶釜中，之後被藏匿於木葉村。期間經過跟鳴人一家人相處，被鳴人的女兒向日葵所感化，使牠對人類多年的芥蒂逐漸消失，最後被鳴人送往為尾獸搭建的安全區。
- 又旅（聲：白石涼子）

九隻尾獸當中的「二尾」，形象源自日本傳說的妖怪貓又，曾與八尾一同作為雲忍村的戰力。是擁有兩條尾巴、全身燃燒著藍色烈焰的妖貓，原祭品之力是已故的雲忍二位柚木斗。
- 磯撫（聲：宗矢樹頼）

九隻尾獸當中的「三尾」，形象源自日本傳說中的怪魚磯龍捲，原是霧忍村的主要戰力。是一隻擁有三條螯蝦狀尾巴的灰色烏龜，原祭品之力是已故的第四代水影·枸橘櫓。
- 孫悟空（聲：安元洋貴）

九隻尾獸當中的「四尾」，名字源自中國小說《西遊記》的仙猴王孫悟空，原是岩忍村的主要戰力。是一隻擁有四條恐龍狀尾巴的红毛猿猴，原祭品之力是已故的岩忍老紫，兩人曾共居長達四十年。在第四次忍界大戰時被鳴人捨身救過，從此對他懷有感激而改變對人類的看法，同時使牠容易接受鳴人的各種建議。
- 穆王（聲：園崎未惠）

九隻尾獸當中的「五尾」，名字源自周穆王，原與四尾一樣是岩忍村的主要戰力。是一隻擁有五條純白尾巴、海豚的頭和馬的身體合成的白色巨獸，喜歡在荒原上狂奔，原祭品之力是已故的岩忍藩。
- 犀犬（聲：入野自由）

九隻尾獸當中的「六尾」，名字源自中國傳說中的同名異犬，原與三尾一樣是霧忍村的主要戰力。是一直擁有六條乳白色尾巴的蛞蝓巨獸，原祭品之力是已故的逃亡霧忍泡沫。
- 重明（聲：鈴村健一）

九隻尾獸當中的「七尾」，名字源自中國神話中的重明鳥，原是瀧忍村的主要戰力。是一隻擁有七條尾巴中的六隻翅膀和一條尾的甲蟲，而剛出生時是一條幼蟲，經過長時間慢慢蛻變而來，原祭品之力是已故的瀧忍楓。
- 牛鬼（聲：相澤正輝）

九隻尾獸當中的「八尾」，名字源自日本傳說中的妖怪牛鬼，在尾獸中實力僅次於九尾。是一隻擁有八條章魚腳尾巴的紅色蠻牛怪物，其斷裂的尾巴會自行恢復，唯獨頭上左側的一根犄角被第四代雷影永久性斬斷。長年來作為雲忍者村的主要戰力，起初脾氣暴躁的他受到殺人蜂影響而馴服，變得溫順而跟他相處多年，與鳴人的關係也非常好。長期與殺人蜂培養出深厚感情，在第四次忍界大戰過後也自願回去殺人蜂體內。
- 九喇嘛（聲：玄田哲章 ；台灣配音：何志威）

九隻尾獸當中的「九尾」，形象源自中國神話中的妖怪九尾狐。是一隻擁有九條尾巴的妖狐，自從被宇智波斑乃至千手柱間相繼馴服後，便作為木葉村的主要戰力。在三十多年前的九尾之亂中被第四代火影·波風湊拼死封印在兒子鳴人體內，原本彼此日漸交惡，直到在第四次忍界大戰期間被鳴人感化而消弭仇恨，與其並肩作戰且力纜狂瀾。戰爭過後作為其他尾獸的仲介人而待在鳴人的體內共同生活，大多時間都在睡覺，只有必要情況下才參戰。曾經被首次開白眼的向日葵連同鳴人一起擊昏一整天，導致牠從此對向日葵有著恐懼感。後來在鳴人對打大筒木一式時，為了確保鳴人能戰勝敵人且活下來，使用以自己的生命為代價的「重粒子模式」，事先將真相隱瞞下來、並於戰鬥結束後在內心世界中與鳴人道別後消失。
直到三年後，牠的「因子」轉移至鳴人的女兒向日葵體內，以重回幼體的形態再次復活，其存在及龐大查克拉引起入侵木葉的十尾複製體的注意，迫使牠首次與自己的祭品之力向日葵在精神世界中對峙。承認自身查克拉與向日葵的契合度遠高於鳴人，利用向日葵目睹井陣被重傷時的憤怒，讓她首次覺醒力量。

### 十尾
世間九大尾獸的查克拉集合體，其真面目為「神樹」，亦是牠吞噬星球能量時的最終形態，雖作為忍界查克拉的始祖，但與查克拉一樣源自大筒木一族。形象是擁有十條尾巴，單眼的花紋類似寫輪眼和輪迴眼組合而成，其尾獸玉的威力也遠遠超越其他尾獸，同時能夠製造擁有各種形象的分裂體。出生便沒有智慧，在沒有祭品之力的操控下只會以蠻力攻擊。
- 十尾

世間最初存在、也是促使忍界開創的十尾，別名「天目一箇神」、「踏鞴」、「大太法師」。歷史上被大筒木輝夜以自己的意志創造出來，隨著輝夜的封印而被「六道仙人」大筒木羽衣分為九大尾獸分散各地，以此避免十尾再次現世，脫離查克拉淪為「外道魔像」的軀殼也被羽衣封印至月球。直到千年後，作為輝夜意志的黑絕的暗中帶動下，煽動宇智波斑、藉由組織「曉」的力量再次集合所有尾獸的力量，並於第四次忍界大戰末期時重新降世。在連續更換兩任祭品之力後，最後成為黑絕用來復活輝夜的催化劑，但在輝夜敗於第七班且再次遭封印後，使牠再次脫離查克拉、伴隨著輝夜封印在「始球空間」。

## 小說版的角色
部分在小說中登場的角色，會隨著小說劇情動畫化而陸續在動畫中登場。
- 道頓堀庫伊、道頓堀達歐雷（聲：増岡太郎（庫伊）、武田華（達歐雷））

《火影新傳 親子之日》登場，是一對體形肥胖、跟丁次同樣食量巨大的父子，長期遊走各村並稱為「吃窮父子」。在木葉舉行的親子之日的大胃王比賽中挑戰秋道父女，同時在經營紅豆沙堂的老婆婆掩護之下靠作弊取勝。然而老婆婆不慎在比賽中引發騷亂，最後由丁次幫忙解決並勝出，他們父子以及老婆婆的作弊手段被慕留人揭發而都受到懲處。從此跟秋道父女保持競爭關係，時不時會出現在木葉村中。
- 姫野莉莉

《佐助新傳 師徒之星》登場，是木葉忍者村的偶像歌手，被神秘的集團「紫月教團」的極端分子視作背叛者遭到威脅其性命。
- 彈正

《鹿丸新傳 擔憂花瓣飄散的雲朵》登場，是土之國的大名，極為貪婪的政客，為了奪取鄰國華之國的富饒之地，策劃大規模的侵略計劃。
- 華之國大名

《鹿丸新傳 擔憂花瓣飄散的雲朵》登場，土之國鄰近小國「華之國」的大名。
- 朧、鏃（聲：楠見尚己（朧）、齊藤綾（鏃））

《鹿丸新傳 擔憂花瓣飄散的雲朵》登場，兩名隸屬木葉暗部的高手，多年前陪鹿丸前去默之國執行危險任務時的搭檔，這次在土之國與華之國的領土衝突中再次協助鹿丸。
- 辰美（聲：洲崎綾）

《木葉新傳 湯煙忍法帖》登場，湯之國的居民，為了與已經過世的母親再見一次面，前往湯之國傳說能見到死者的「復活溫泉」，途中與自小沒有父親的未來一同結伴。
- 龍奇（聲：杉田智和）

《木葉新傳 湯煙忍法帖》登場，「復活溫泉」的信眾首領，但實為「邪神教」的忠實教徒。喜愛殺戮，崇敬殺死未來父親阿斯瑪的「曉」組織成員飛段，使用的殘忍祭獻手段也相同。
- 贊斯魯（聲：東地宏樹）

《佐助烈傳 宇智波的後裔與天球的星塵》登場，位於烈陀國的天文研究所的所長，長期與主掌烈陀國實權的宰相保持著交情，意圖與他聯手密謀篡位並提供軍事力量。身為一名古生物學家，尤其對古生代的“龍獸”相當癡迷，擔任所長以外還監管著勞改營，利用手下的囚犯幫忙挖掘龍獸化石。由於本人並非忍者，因此靠囚犯吉吉的轉生術、加上佐助尋得的極粒子能量復活上千龍獸，準備一人領軍對鄰國發動軍事打擊。但在進攻前被佐助告知宰相已被推翻，窮途末路之下任意對龍獸下各種命令，使他最終自食其果而從空中跌下去墜亡。
- 吉吉（聲：草尾毅）

《佐助烈傳 宇智波的後裔與天球的星塵》登場，烈陀國天文研究所的一名年輕囚犯，因盜竊罪而判刑六個月，是佐助臥底期間的獄友。原先是一名砂忍村叛忍，流落到烈陀國後加入宰相的軍事計劃，期間與王宮的一名侍女瑪葛相愛，然而在出任務期間獲知瑪葛“死於流行病”而悲痛欲絕；卻不知道自己實被宰相和贊斯魯聯手欺騙。在研究所中擔任贊斯魯的協力者，幫他復活龍獸以得到用極粒子復活摯愛的條件。作戰期間被小櫻和佐助制伏，獲知瑪葛仍活著的真相之下淚流滿面。解除龍獸轉生術期間被一頭龍獸所傷，本想以死謝罪卻被小櫻挽救一命，倖免後與瑪葛團圓並與她一同服侍新政權。
- 本吉拉（聲：小林親弘）

《佐助烈傳 宇智波的後裔與天球的星塵》登場，烈陀國天文研究所的一名囚犯，是佐助臥底時的獄友。原是一名嗜賭的婚姻詐騙慣犯，一向將騙來的錢拿去賭博，最後被抓而判刑一年，但因為表現良好而擁有研究所圖書館中的一定權限。
- 甘諾（聲：小野健一）

《佐助烈傳 宇智波的後裔與天球的星塵》登場，烈陀國天文研究所的一名年長囚犯，是佐助臥底時的獄友。原先因犯下叛國罪而判刑17年，喜愛藝術的他最為擅長油畫。
- 納納拉（聲：長妻樹里）

《卡卡西烈傳 第六代火影與吊車尾的少年》登場，烈陀國都城薙苓村的王子，自從身為前國王的父親意外駕崩後，將王位讓給自己的姐姐瑪納麗，間接讓宰相背著他們姐弟實行獨裁專制。直到卡卡西以查閱天文研究所的相關資料前來造訪，並自願教他讀書寫字，使他逐漸變得成熟及富有主見，乃至察覺到宰相的不安好心，最後在卡卡西的幫助下成功推翻宰相而正式成為新一任國王。
- 瑪納麗（聲：山田奈都美）

《卡卡西烈傳 第六代火影與吊車尾的少年》登場，烈陀國都城薙苓村的公主，在父親意外駕崩後暫時接任女王一職。期間受到宰相的權勢威脅而不敢吭聲，是直到最後才幫助弟弟納納拉接任王位而罷免宰相。
- 宰相（聲：片山公輔）

《卡卡西烈傳 第六代火影與吊車尾的少年》登場，烈陀國都城薙苓村的宰相，在前國王駕崩後手握重權，以烈陀國面臨饑荒為由，提議集體遷國至富饒的土地，還打算靠武力征服鄰國。與贊斯魯共謀篡位並組建軍隊，但政治陰謀最終被卡卡西和納納拉聯手挫敗，在軍事衝突化解後被推翻收押。
- 瑪葛（聲：宝木久美）

《卡卡西烈傳 第六代火影與吊車尾的少年》登場，烈陀國都城薙苓村的王宮侍女，負責在納納拉王子身邊服侍。曾與吉吉相戀並談婚論嫁，在未知的情況下被宰相假造死亡，以此欺騙吉吉為贊斯魯復活龍獸組建軍團。當卡卡西前來干涉宰相的政治計劃，她所提供的情報與貢獻促使軍事衝突被化解，等到宰相被推翻後與關在研究所中的吉吉團圓。

## 遊戲版的角色
在遊戲《NARUTO X BORUTO 火影忍者終極風暴羈絆》中登場的主要角色。
- 宇智波無名（聲：石川由依）

生於忍界戰國時期的宇智波一族少女，出生名為「宇智波光」（うちはヒカリ），自幼便失去雙親，擁有與生俱來的強大寫輪眼力量。原是宇智波一族的「兵器」，因為自身能力過於強大而受族人囚禁、遭受非人虐待，只有需要用到時才會被族人釋放出來參戰，自戰國時期結束以來遭到千手和猿飛一族封印在日隱山森林中。其存在被隱去而淪為「無名之人」，飽受多年苦難的她對忍界懷有強烈憎恨，直到現在被「零」組織解放而與其為伍。
擁有被稱為「八千矛」的強大瞳力，同時被族人移植入「天照」與「月讀」的能力進行增幅，只要在目標身上留下「刻印」，便能夠透過查克拉連結、不限距離地控制住他人的精神與查克拉。使用天照時包含能自由操控其形態變化，同時擁有專屬的「刻印月讀」能力，以此能力構建出虛擬現實遊戲《忍者時代》的世界，吸收所有遊戲參與者的查克拉、再悄悄打上「刻印」進行控制；而她本人則在遊戲世界中以金髮少女形象的NPC作為指引。
由「零」釋放出封印後配合目留津的計劃，以報復對自己不公的忍界，認為是消除心中仇恨的唯一方法。直到在遊戲世界中與慕留人相識，即使出身不同的她們無法真正推心置腹，但目睹慕留人不離不棄地想將自己導回正途，使她的心靈最終受感化。然而力量瞬間被目留津榨乾後肆意使用，縱使她將餘力全部讓給慕留人來撥亂反正，此舉使她耗盡力量、死在慕留人懷中，同時留下摻雜她們之間美好回憶與查克拉的「輝石」。
後來隨著慕留人得到舍人的自願協助，利用輝石得以時間旅行至她所來自的戰國時代，被慕留人冒著改變歷史的風險救出牢籠、且被告知自己的本名為「光」，從此脫離一族的掌控而獲得自由。但也不得不與無法久留的慕留人就此分別，僅僅得知他的名字。此舉使她獲得新生，其歷史也就此改變，從此過起與世無爭、沐浴陽光的幸福生活，始終都沒有忘記「朋友」慕留人的恩情，而往後的《戰國封印史》記載中也改為「她成功改變命運、並指名感謝慕留人」等等內容。
- 零

由雨忍村叛忍目留津組建的地下組織，繼承由已故培因帶領的「曉」的遺志，意圖摧毀忍界現有的制度且重新歸“零”。
- 目留津（聲：綿貫龍之介）

「零」的首領，原是雨忍村的忍者，也曾經是統領過雨忍村的「曉」之首領培因的忠誠者。受到培因生前的指引而繼承其理念，拉幫結派成立「零」組織，意圖靠增強的能力與技術成為新一任「神」，一舉改變且支配忍界。
本身擁有常規上忍級別的實力，雙眼在雨忍村內戰時被毀。後來移植入手久瀨製造的特殊義眼，能讓他能在不受血繼限界限制、複製並使用萬花筒寫輪眼在內的任何瞳術，其中包括宇智波無名的「八千矛」。這讓他能夠複製「刻印月讀」能力，以此吸收所有被打上印記、包括鳴人在內的人們之查克拉，同時也能讓他駕馭力量更甚佐助的「完全體須佐能乎」。
在最終決戰中肆意使用從無名身上複製到的瞳力，成功壓制住無力抵抗的鳴人和佐助，然而在贏之際受到被無名提供查克拉幫助的慕留人干預，最後被慕留人以集合鳴人與佐助全部力量的螺旋丸當場擊殺。
- 手久瀨（聲：立花慎之介）

「零」的一員，原是木葉村「科學忍具班」的研究員，由於卓越的技術與頭腦處處受到身為上司的方助限制，因此偷走一部分科學忍具與設計數據叛逃至「零」，還包括記載宇智波無名之封印地點的《戰國封印史》。
配合目留津利用《忍者時代》汲取遊戲參與者的查克拉，同時找出無名的封印地點，在她身上植入特殊術式，以讓目留津使用其能力。然而隨著目留津最終敗在慕留人手下，使他剛想逃跑就被鹿丸領軍抓獲並接受制裁。